# فهرست سیارک‌ها (۱۲۰۰۱–۱۳۰۰۱)
فهرست سیارک‌ها (۱۲۰۰۱ - ۱۳۰۰۱) فهرست سیارک‌ها از ۱۲۰۰۱ تا ۱۳۰۰۱ است.
| نام   | نام انگلیسی     | تاریخ کشف       |
| ----- | --------------- | --------------- |
| ۱۲۰۰۱ | Gasbarini       | ۱۲ مارس ۱۹۹۶    |
| ۱۲۰۰۲ | Suess           | ۱۹ مارس ۱۹۹۶    |
| ۱۲۰۰۳ | Hideosugai      | ۲۰ مارس ۱۹۹۶    |
| ۱۲۰۰۴ | 1996 JW1        | ۱۵ مه ۱۹۹۶      |
| ۱۲۰۰۵ | Delgiudice      | ۱۹ مه ۱۹۹۶      |
| ۱۲۰۰۵ | 1996 OO         | ۲۰ ژوئیه ۱۹۹۶   |
| ۱۲۰۰۷ | Fermat          | ۱۱ اکتبر ۱۹۹۶   |
| ۱۲۰۰۸ | Kandrup         | ۱۱ اکتبر ۱۹۹۶   |
| ۱۲۰۰۸ | 1996 UE         | ۱۶ اکتبر ۱۹۹۶   |
| ۱۲۰۰۸ | 1996 UN         | ۱۸ اکتبر ۱۹۹۶   |
| ۱۲۰۱۱ | 1996 VT5        | ۱۴ نوامبر ۱۹۹۶  |
| ۱۲۰۱۲ | Kitahiroshima   | ۷ نوامبر ۱۹۹۶   |
| ۱۲۰۱۳ | Sibatahosimi    | ۷ نوامبر ۱۹۹۶   |
| ۱۲۰۱۴ | Bobhawkes       | ۵ نوامبر ۱۹۹۶   |
| ۱۲۰۱۴ | 1996 WA         | ۱۶ نوامبر ۱۹۹۶  |
| ۱۲۰۱۶ | Green           | ۱ دسامبر ۱۹۹۶   |
| ۱۲۰۱۷ | 1996 XC1        | ۲ دسامبر ۱۹۹۶   |
| ۱۲۰۱۸ | 1996 XJ15       | ۱۰ دسامبر ۱۹۹۶  |
| ۱۲۰۱۹ | 1996 XF19       | ۸ دسامبر ۱۹۹۶   |
| ۱۲۰۲۰ | 1996 XW19       | ۱۱ دسامبر ۱۹۹۶  |
| ۱۲۰۲۱ | 1996 XX19       | ۱۲ دسامبر ۱۹۹۶  |
| ۱۲۰۲۲ | Hilbert         | ۱۵ دسامبر ۱۹۹۶  |
| ۱۲۰۲۲ | 1996 YJ         | ۲۰ دسامبر ۱۹۹۶  |
| ۱۲۰۲۴ | 1996 YN2        | ۲۸ دسامبر ۱۹۹۶  |
| ۱۲۰۲۵ | 1997 AJ1        | ۲ ژانویه ۱۹۹۷   |
| ۱۲۰۲۶ | 1997 AV1        | ۳ ژانویه ۱۹۹۷   |
| ۱۲۰۲۷ | Masaakitanaka   | ۳ ژانویه ۱۹۹۷   |
| ۱۲۰۲۸ | 1997 AK7        | ۹ ژانویه ۱۹۹۷   |
| ۱۲۰۲۹ | 1997 AQ22       | ۱۱ ژانویه ۱۹۹۷  |
| ۱۲۰۳۰ | 1997 BF3        | ۳۰ ژانویه ۱۹۹۷  |
| ۱۲۰۳۱ | Kobaton         | ۳۰ ژانویه ۱۹۹۷  |
| ۱۲۰۳۲ | Ivory           | ۳۱ ژانویه ۱۹۹۷  |
| ۱۲۰۳۳ | Anselmo         | ۳۱ ژانویه ۱۹۹۷  |
| ۱۲۰۳۳ | 1997 CR         | ۱ فوریه ۱۹۹۷    |
| ۱۲۰۳۵ | Ruggieri        | ۱ فوریه ۱۹۹۷    |
| ۱۲۰۳۶ | 1997 CR19       | ۱۱ فوریه ۱۹۹۷   |
| ۱۲۰۳۷ | 1997 CT19       | ۱۱ فوریه ۱۹۹۷   |
| ۱۲۰۳۸ | 1997 CE20       | ۱۲ فوریه ۱۹۹۷   |
| ۱۲۰۳۹ | 1997 CB22       | ۱۳ فوریه ۱۹۹۷   |
| ۱۲۰۴۰ | Jacobi          | ۸ مارس ۱۹۹۷     |
| ۱۲۰۴۱ | 1997 EQ25       | ۵ مارس ۱۹۹۷     |
| ۱۲۰۴۲ | Laques          | ۱۷ مارس ۱۹۹۷    |
| ۱۲۰۴۲ | 1997 FN         | ۲۲ مارس ۱۹۹۷    |
| ۱۲۰۴۴ | Fabbri          | ۲۹ مارس ۱۹۹۷    |
| ۱۲۰۴۵ | Klein           | ۳۰ مارس ۱۹۹۷    |
| ۱۲۰۴۶ | 1997 FQ4        | ۳۱ مارس ۱۹۹۷    |
| ۱۲۰۴۷ | Hideomitani     | ۳ آوریل ۱۹۹۷    |
| ۱۲۰۴۸ | 1997 GW29       | ۲ آوریل ۱۹۹۷    |
| ۱۲۰۴۹ | 1997 GT32       | ۳ آوریل ۱۹۹۷    |
| ۱۲۰۵۰ | Humecronyn      | ۲۷ آوریل ۱۹۹۷   |
| ۱۲۰۵۱ | Picha           | ۲ مه ۱۹۹۷       |
| ۱۲۰۵۲ | Aretaon         | ۳ مه ۱۹۹۷       |
| ۱۲۰۵۳ | Turtlestar      | ۹ اوت ۱۹۹۷      |
| ۱۲۰۵۴ | 1997 TT9        | ۵ اکتبر ۱۹۹۷    |
| ۱۲۰۵۵ | 1997 YR11       | ۳۰ دسامبر ۱۹۹۷  |
| ۱۲۰۵۶ | Yoshigeru       | ۳۰ دسامبر ۱۹۹۷  |
| ۱۲۰۵۷ | Alfredsturm     | ۱۸ فوریه ۱۹۹۸   |
| ۱۲۰۵۸ | 1998 DV11       | ۲۴ فوریه ۱۹۹۸   |
| ۱۲۰۵۸ | 1998            | ED۱۴            |
| ۱۲۰۶۰ | 1998 FH2        | ۲۰ مارس ۱۹۹۸    |
| ۱۲۰۶۱ | Alena           | ۲۱ مارس ۱۹۹۸    |
| ۱۲۰۶۲ | 1998 FB10       | ۲۴ مارس ۱۹۹۸    |
| ۱۲۰۶۳ | 1998 FH11       | ۲۲ مارس ۱۹۹۸    |
| ۱۲۰۶۴ | Guiraudon       | ۲۸ مارس ۱۹۹۸    |
| ۱۲۰۶۵ | Jaworski        | ۲۰ مارس ۱۹۹۸    |
| ۱۲۰۶۶ | 1998 FX39       | ۲۰ مارس ۱۹۹۸    |
| ۱۲۰۶۷ | Jeter           | ۲۰ مارس ۱۹۹۸    |
| ۱۲۰۶۸ | Khandrika       | ۲۰ مارس ۱۹۹۸    |
| ۱۲۰۶۹ | 1998 FC59       | ۲۰ مارس ۱۹۹۸    |
| ۱۲۰۷۰ | Kilkis          | ۲۰ مارس ۱۹۹۸    |
| ۱۲۰۷۱ | Davykim         | ۲۰ مارس ۱۹۹۸    |
| ۱۲۰۷۲ | Anupamakotha    | ۲۰ مارس ۱۹۹۸    |
| ۱۲۰۷۳ | Larimer         | ۲۰ مارس ۱۹۹۸    |
| ۱۲۰۷۴ | Carolinelau     | ۲۰ مارس ۱۹۹۸    |
| ۱۲۰۷۵ | Legg            | ۲۰ مارس ۱۹۹۸    |
| ۱۲۰۷۶ | 1998 FT70       | ۲۰ مارس ۱۹۹۸    |
| ۱۲۰۷۷ | 1998 FZ70       | ۲۰ مارس ۱۹۹۸    |
| ۱۲۰۷۸ | 1998 FJ72       | ۲۰ مارس ۱۹۹۸    |
| ۱۲۰۷۹ | Kaibab          | ۲۲ مارس ۱۹۹۸    |
| ۱۲۰۸۰ | 1998 FC111      | ۳۱ مارس ۱۹۹۸    |
| ۱۲۰۸۱ | 1998 FH115      | ۳۱ مارس ۱۹۹۸    |
| ۱۲۰۸۲ | 1998 FS118      | ۳۱ مارس ۱۹۹۸    |
| ۱۲۰۸۳ | 1998 FS121      | ۲۰ مارس ۱۹۹۸    |
| ۱۲۰۸۴ | Unno            | ۲۲ مارس ۱۹۹۸    |
| ۱۲۰۸۵ | 1998 HV19       | ۱۸ آوریل ۱۹۹۸   |
| ۱۲۰۸۶ | Joshualevine    | ۲۰ آوریل ۱۹۹۸   |
| ۱۲۰۸۷ | Tiffanylin      | ۲۰ آوریل ۱۹۹۸   |
| ۱۲۰۸۸ | Macalintal      | ۲۰ آوریل ۱۹۹۸   |
| ۱۲۰۸۹ | Maichin         | ۲۰ آوریل ۱۹۹۸   |
| ۱۲۰۹۰ | 1998 HX36       | ۲۰ آوریل ۱۹۹۸   |
| ۱۲۰۹۱ | Jesmalmquist    | ۲۱ آوریل ۱۹۹۸   |
| ۱۲۰۹۲ | 1998 HH97       | ۲۱ آوریل ۱۹۹۸   |
| ۱۲۰۹۳ | Chrimatthews    | ۲۱ آوریل ۱۹۹۸   |
| ۱۲۰۹۴ | Mazumder        | ۲۱ آوریل ۱۹۹۸   |
| ۱۲۰۹۵ | Pinel           | ۲۵ آوریل ۱۹۹۸   |
| ۱۲۰۹۶ | 1998 HL120      | ۲۳ آوریل ۱۹۹۸   |
| ۱۲۰۹۷ | 1998 HG121      | ۲۳ آوریل ۱۹۹۸   |
| ۱۲۰۹۸ | 1998 HV122      | ۲۳ آوریل ۱۹۹۸   |
| ۱۲۰۹۹ | Meigooni        | ۲۳ آوریل ۱۹۹۸   |
| ۱۲۱۰۰ | Amiens          | ۲۵ آوریل ۱۹۹۸   |
| ۱۲۱۰۱ | Trujillo        | ۱ مه ۱۹۹۸       |
| ۱۲۱۰۲ | 1998 JB4        | ۵ مه ۱۹۹۸       |
| ۱۲۱۰۲ | 1998 KL         | ۱۹ مه ۱۹۹۸      |
| ۱۲۱۰۴ | Chesley         | ۲۲ مه ۱۹۹۸      |
| ۱۲۱۰۵ | 1998 KA10       | ۲۵ مه ۱۹۹۸      |
| ۱۲۱۰۶ | Menghuan        | ۲۲ مه ۱۹۹۸      |
| ۱۲۱۰۷ | 1998 KU46       | ۲۲ مه ۱۹۹۸      |
| ۱۲۱۰۸ | 1998 KJ48       | ۲۲ مه ۱۹۹۸      |
| ۱۲۱۰۹ | 1998 KD51       | ۲۳ مه ۱۹۹۸      |
| ۱۲۱۱۰ | 1998 KL56       | ۲۲ مه ۱۹۹۸      |
| ۱۲۱۱۱ | Ulm             | ۱ ژوئن ۱۹۹۸     |
| ۱۲۱۱۲ | 1998 MK4        | ۲۳ ژوئن ۱۹۹۸    |
| ۱۲۱۱۳ | Hollows         | ۲۹ ژوئیه ۱۹۹۸   |
| ۱۲۱۱۴ | 1998 QJ8        | ۱۷ اوت ۱۹۹۸     |
| ۱۲۱۱۵ | 1998 SD2        | ۱۶ سپتامبر ۱۹۹۸ |
| ۱۲۱۱۶ | 1999 JA34       | ۱۰ مه ۱۹۹۹      |
| ۱۲۱۱۷ | Meagmessina     | ۱۰ مه ۱۹۹۹      |
| ۱۲۱۱۸ | Mirotsin        | ۱۳ ژوئیه ۱۹۹۹   |
| ۱۲۱۱۹ | Memamis         | ۱۳ ژوئیه ۱۹۹۹   |
| ۱۲۱۲۰ | 1999 NQ41       | ۱۴ ژوئیه ۱۹۹۹   |
| ۱۲۱۲۱ | 1999 NX48       | ۱۳ ژوئیه ۱۹۹۹   |
| ۱۲۱۲۲ | 1999 NV55       | ۱۲ ژوئیه ۱۹۹۹   |
| ۱۲۱۲۳ | Pazin           | ۱۸ ژوئیه ۱۹۹۹   |
| ۱۲۱۲۴ | Hvar            | ۶ سپتامبر ۱۹۹۹  |
| ۱۲۱۲۵ | Jamesjones      | ۳ سپتامبر ۱۹۹۹  |
| ۱۲۱۲۶ | 1999 RM11       | ۷ سپتامبر ۱۹۹۹  |
| ۱۲۱۲۷ | Mamiya          | ۹ سپتامبر ۱۹۹۹  |
| ۱۲۱۲۸ | Palermiti       | ۱۳ سپتامبر ۱۹۹۹ |
| ۱۲۱۲۹ | 1999 RB138      | ۹ سپتامبر ۱۹۹۹  |
| ۱۲۱۳۰ | Mousa           | ۹ سپتامبر ۱۹۹۹  |
| ۱۲۱۳۱ | Echternach      | ۲۴ سپتامبر ۱۹۶۰ |
| ۱۲۱۳۲ | Wimfroger       | ۲۴ سپتامبر ۱۹۶۰ |
| ۱۲۱۳۳ | Titulaer        | ۲۴ سپتامبر ۱۹۶۰ |
| ۱۲۱۳۴ | Hansfriedeman   | ۲۴ سپتامبر ۱۹۶۰ |
| ۱۲۱۳۵ | Terlingen       | ۲۴ سپتامبر ۱۹۶۰ |
| ۱۲۱۳۶ | Martinryle      | ۲۴ سپتامبر ۱۹۶۰ |
| ۱۲۱۳۷ | Williefowler    | ۲۴ سپتامبر ۱۹۶۰ |
| ۱۲۱۳۸ | Olinwilson      | ۲۴ سپتامبر ۱۹۶۰ |
| ۱۲۱۳۹ | Tomcowling      | ۲۴ سپتامبر ۱۹۶۰ |
| ۱۲۱۴۰ | Johnbolton      | ۲۴ سپتامبر ۱۹۶۰ |
| ۱۲۱۴۱ | Chushayashi     | ۲۴ سپتامبر ۱۹۶۰ |
| ۱۲۱۴۲ | Franklow        | ۲۴ سپتامبر ۱۹۶۰ |
| ۱۲۱۴۳ | Harwit          | ۲۴ سپتامبر ۱۹۶۰ |
| ۱۲۱۴۳ | 4661 P-L        | ۲۴ سپتامبر ۱۹۶۰ |
| ۱۲۱۴۳ | 4730 P-L        | ۲۴ سپتامبر ۱۹۶۰ |
| ۱۲۱۴۳ | 6035 P-L        | ۲۴ سپتامبر ۱۹۶۰ |
| ۱۲۱۴۳ | 6082 P-L        | ۲۴ سپتامبر ۱۹۶۰ |
| ۱۲۱۴۳ | 6636 P-L        | ۲۴ سپتامبر ۱۹۶۰ |
| ۱۲۱۴۳ | 9099 P-L        | ۱۷ اکتبر ۱۹۶۰   |
| ۱۲۱۴۳ | Harwit          | T-۱             |
| ۱۲۱۵۱ | Oranje-Nassau   | ۲۵ مارس ۱۹۷۱    |
| ۱۲۱۵۲ | 1287 T-1        | ۲۵ مارس ۱۹۷۱    |
| ۱۲۱۵۳ | 3219 T-1        | ۲۶ مارس ۱۹۷۱    |
| ۱۲۱۵۴ | 3329 T-1        | ۲۶ مارس ۱۹۷۱    |
| ۱۲۱۵۵ | 4193 T-1        | ۲۶ مارس ۱۹۷۱    |
| ۱۲۱۵۶ | Ubels           | ۲۹ سپتامبر ۱۹۷۳ |
| ۱۲۱۵۷ | Konnen          | ۲۹ سپتامبر ۱۹۷۳ |
| ۱۲۱۵۸ | Tape            | ۲۹ سپتامبر ۱۹۷۳ |
| ۱۲۱۵۹ | 1142 T-2        | ۲۹ سپتامبر ۱۹۷۳ |
| ۱۲۱۶۰ | 1152 T-2        | ۲۹ سپتامبر ۱۹۷۳ |
| ۱۲۱۶۱ | 1158 T-2        | ۲۹ سپتامبر ۱۹۷۳ |
| ۱۲۱۶۲ | 2145 T-2        | ۲۹ سپتامبر ۱۹۷۳ |
| ۱۲۱۶۳ | 3013 T-2        | ۳۰ سپتامبر ۱۹۷۳ |
| ۱۲۱۶۴ | Lowellgreen     | ۳۰ سپتامبر ۱۹۷۳ |
| ۱۲۱۶۵ | Ringleb         | ۳۰ سپتامبر ۱۹۷۳ |
| ۱۲۱۶۶ | Oliverherrmann  | ۲۵ سپتامبر ۱۹۷۳ |
| ۱۲۱۶۷ | Olivermuller    | ۲۹ سپتامبر ۱۹۷۳ |
| ۱۲۱۶۸ | Polko           | ۲۵ سپتامبر ۱۹۷۳ |
| ۱۲۱۶۹ | Munsterman      | ۱۶ اکتبر ۱۹۷۷   |
| ۱۲۱۷۰ | Vanvollenhoven  | ۱۶ اکتبر ۱۹۷۷   |
| ۱۲۱۷۱ | 2382 T-3        | ۱۶ اکتبر ۱۹۷۷   |
| ۱۲۱۷۲ | 2390 T-3        | ۱۶ اکتبر ۱۹۷۷   |
| ۱۲۱۷۳ | Lansbergen      | ۱۶ اکتبر ۱۹۷۷   |
| ۱۲۱۷۴ | 3164 T-3        | ۱۶ اکتبر ۱۹۷۷   |
| ۱۲۱۷۵ | 3197 T-3        | ۱۶ اکتبر ۱۹۷۷   |
| ۱۲۱۷۶ | 3468 T-3        | ۱۶ اکتبر ۱۹۷۷   |
| ۱۲۱۷۷ | 4074 T-3        | ۱۶ اکتبر ۱۹۷۷   |
| ۱۲۱۷۸ | 4304 T-3        | ۱۶ اکتبر ۱۹۷۷   |
| ۱۲۱۷۹ | 5030 T-3        | ۱۶ اکتبر ۱۹۷۷   |
| ۱۲۱۸۰ | 5167 T-3        | ۱۶ اکتبر ۱۹۷۷   |
| ۱۲۱۸۱ | 1964 VL1        | ۹ نوامبر ۱۹۶۴   |
| ۱۲۱۸۲ | Storm           | ۲۷ اکتبر ۱۹۷۳   |
| ۱۲۱۸۳ | 1975 SU1        | ۳۰ سپتامبر ۱۹۷۵ |
| ۱۲۱۸۴ | 1975 SB2        | ۳۰ سپتامبر ۱۹۷۵ |
| ۱۲۱۸۵ | Gasprinskij     | ۲۴ سپتامبر ۱۹۷۶ |
| ۱۲۱۸۶ | Mitukurigen     | ۱۲ مارس ۱۹۷۷    |
| ۱۲۱۸۷ | Lenagoryunova   | ۱۱ سپتامبر ۱۹۷۷ |
| ۱۲۱۸۷ | 1978 PE         | ۹ اوت ۱۹۷۸      |
| ۱۲۱۸۹ | Dovgyj          | ۵ سپتامبر ۱۹۷۸  |
| ۱۲۱۹۰ | Sarkisov        | ۲۷ سپتامبر ۱۹۷۸ |
| ۱۲۱۹۱ | Vorontsova      | ۹ اکتبر ۱۹۷۸    |
| ۱۲۱۹۲ | 1978 VD5        | ۷ نوامبر ۱۹۷۸   |
| ۱۲۱۹۲ | 1979 EL         | ۴ مارس ۱۹۷۹     |
| ۱۲۱۹۴ | 1979 KO1        | ۲۴ مه ۱۹۷۹      |
| ۱۲۱۹۵ | 1979 MM4        | ۲۵ ژوئن ۱۹۷۹    |
| ۱۲۱۹۶ | 1979 MM8        | ۲۵ ژوئن ۱۹۷۹    |
| ۱۲۱۹۷ | Jan-Otto        | ۱۶ مارس ۱۹۸۰    |
| ۱۲۱۹۸ | 1980 PJ1        | ۶ اوت ۱۹۸۰      |
| ۱۲۱۹۹ | Sohlman         | ۸ اکتبر ۱۹۸۰    |
| ۱۲۲۰۰ | 1981 EM7        | ۱ مارس ۱۹۸۱     |
| ۱۲۲۰۱ | 1981 ED12       | ۱ مارس ۱۹۸۱     |
| ۱۲۲۰۲ | 1981 EM13       | ۱ مارس ۱۹۸۱     |
| ۱۲۲۰۳ | 1981 EO19       | ۲ مارس ۱۹۸۱     |
| ۱۲۲۰۴ | 1981 EK26       | ۲ مارس ۱۹۸۱     |
| ۱۲۲۰۵ | 1981 EZ26       | ۲ مارس ۱۹۸۱     |
| ۱۲۲۰۶ | 1981 EG27       | ۲ مارس ۱۹۸۱     |
| ۱۲۲۰۷ | 1981 EU28       | ۱ مارس ۱۹۸۱     |
| ۱۲۲۰۸ | 1981 EF35       | ۲ مارس ۱۹۸۱     |
| ۱۲۲۰۹ | 1981 EF37       | ۱۱ مارس ۱۹۸۱    |
| ۱۲۲۱۰ | 1981 EA42       | ۲ مارس ۱۹۸۱     |
| ۱۲۲۱۱ | Arnoschmidt     | ۲۸ مه ۱۹۸۱      |
| ۱۲۲۱۲ | 1981 QR2        | ۲۳ اوت ۱۹۸۱     |
| ۱۲۲۱۳ | 1981 QN3        | ۲۶ اوت ۱۹۸۱     |
| ۱۲۲۱۴ | Miroshnikov     | ۷ سپتامبر ۱۹۸۱  |
| ۱۲۲۱۵ | 1981 US22       | ۲۴ اکتبر ۱۹۸۱   |
| ۱۲۲۱۶ | 1981 WF9        | ۱۶ نوامبر ۱۹۸۱  |
| ۱۲۲۱۷ | 1982 JD2        | ۱۵ مه ۱۹۸۲      |
| ۱۲۲۱۸ | Fleischer       | ۱۵ سپتامبر ۱۹۸۲ |
| ۱۲۲۱۹ | Grigorʹev       | ۱۹ سپتامبر ۱۹۸۲ |
| ۱۲۲۲۰ | Semenchur       | ۲۰ اکتبر ۱۹۸۲   |
| ۱۲۲۲۱ | Ogatakoan       | ۱۴ نوامبر ۱۹۸۲  |
| ۱۲۲۲۲ | Perotto         | ۱۹ نوامبر ۱۹۸۲  |
| ۱۲۲۲۳ | Hoskin          | ۸ اکتبر ۱۹۸۳    |
| ۱۲۲۲۴ | Jimcornell      | ۱۹ اکتبر ۱۹۸۴   |
| ۱۲۲۲۵ | Yanfernandez    | ۱۴ اوت ۱۹۸۵     |
| ۱۲۲۲۶ | Caseylisse      | ۱۵ اکتبر ۱۹۸۵   |
| ۱۲۲۲۷ | Penney          | ۱۱ اکتبر ۱۹۸۵   |
| ۱۲۲۲۸ | 1985 TZ3        | ۱۱ اکتبر ۱۹۸۵   |
| ۱۲۲۲۹ | Paulsson        | ۱۷ اکتبر ۱۹۸۵   |
| ۱۲۲۲۹ | 1986 QN         | ۲۵ اوت ۱۹۸۶     |
| ۱۲۲۳۱ | 1986 QQ1        | ۲۷ اوت ۱۹۸۶     |
| ۱۲۲۳۲ | 1986 QZ2        | ۲۸ اوت ۱۹۸۶     |
| ۱۲۲۳۳ | 1986 QF3        | ۲۹ اوت ۱۹۸۶     |
| ۱۲۲۳۴ | Shkuratov       | ۶ سپتامبر ۱۹۸۶  |
| ۱۲۲۳۵ | Imranakperov    | ۹ سپتامبر ۱۹۸۶  |
| ۱۲۲۳۶ | 1987 DD6        | ۲۲ فوریه ۱۹۸۷   |
| ۱۲۲۳۷ | Coughlin        | ۲۳ آوریل ۱۹۸۷   |
| ۱۲۲۳۸ | Actor           | ۱۷ دسامبر ۱۹۸۷  |
| ۱۲۲۳۹ | Carolinakou     | ۱۳ فوریه ۱۹۸۸   |
| ۱۲۲۴۰ | Droste-Hulshoff | ۱۳ اوت ۱۹۸۸     |
| ۱۲۲۴۱ | Lefort          | ۱۳ اوت ۱۹۸۸     |
| ۱۲۲۴۲ | Koon            | ۱۸ اوت ۱۹۸۸     |
| ۱۲۲۴۳ | 1988 RD1        | ۹ سپتامبر ۱۹۸۸  |
| ۱۲۲۴۴ | Werfel          | ۸ سپتامبر ۱۹۸۸  |
| ۱۲۲۴۵ | 1988 RM7        | ۹ سپتامبر ۱۹۸۸  |
| ۱۲۲۴۶ | 1988 RJ8        | ۱۱ سپتامبر ۱۹۸۸ |
| ۱۲۲۴۷ | 1988 RO11       | ۱۴ سپتامبر ۱۹۸۸ |
| ۱۲۲۴۸ | 1988 RX12       | ۱۴ سپتامبر ۱۹۸۸ |
| ۱۲۲۴۹ | 1988 SH2        | ۱۶ سپتامبر ۱۹۸۸ |
| ۱۲۲۴۹ | 1988 TT         | ۱۳ اکتبر ۱۹۸۸   |
| ۱۲۲۵۱ | 1988 TO1        | ۹ اکتبر ۱۹۸۸    |
| ۱۲۲۵۲ | Gwangju         | ۸ نوامبر ۱۹۸۸   |
| ۱۲۲۵۳ | 1988 VG4        | ۳ نوامبر ۱۹۸۸   |
| ۱۲۲۵۴ | 1988 XJ1        | ۷ دسامبر ۱۹۸۸   |
| ۱۲۲۵۵ | 1988 XR1        | ۷ دسامبر ۱۹۸۸   |
| ۱۲۲۵۶ | 1989 CJ8        | ۸ فوریه ۱۹۸۹    |
| ۱۲۲۵۷ | Lassine         | ۳ آوریل ۱۹۸۹    |
| ۱۲۲۵۸ | Oscarwilde      | ۳ آوریل ۱۹۸۹    |
| ۱۲۲۵۹ | Szukalski       | ۲۶ سپتامبر ۱۹۸۹ |
| ۱۲۲۶۰ | 1989 SP11       | ۳۰ سپتامبر ۱۹۸۹ |
| ۱۲۲۶۱ | Ledouanier      | ۷ اکتبر ۱۹۸۹    |
| ۱۲۲۶۲ | Nishio          | ۲۱ اکتبر ۱۹۸۹   |
| ۱۲۲۶۳ | 1989 YA4        | ۳۰ دسامبر ۱۹۸۹  |
| ۱۲۲۶۳ | 1990 CD         | ۱ فوریه ۱۹۹۰    |
| ۱۲۲۶۳ | 1990 FG         | ۲۳ مارس ۱۹۹۰    |
| ۱۲۲۶۳ | 1990 FL         | ۲۳ مارس ۱۹۹۰    |
| ۱۲۲۶۷ | Denneau         | ۳۱ مه ۱۹۹۰      |
| ۱۲۲۶۸ | 1990 OY1        | ۲۹ ژوئیه ۱۹۹۰   |
| ۱۲۲۶۸ | 1990 QR         | ۱۹ اوت ۱۹۹۰     |
| ۱۲۲۷۰ | Bozar           | ۱۶ اوت ۱۹۹۰     |
| ۱۲۲۷۱ | 1990 RC2        | ۱۴ سپتامبر ۱۹۹۰ |
| ۱۲۲۷۲ | Geddylee        | ۲۲ سپتامبر ۱۹۹۰ |
| ۱۲۲۷۳ | 1990 TS4        | ۹ اکتبر ۱۹۹۰    |
| ۱۲۲۷۴ | 1990 UJ1        | ۱۹ اکتبر ۱۹۹۰   |
| ۱۲۲۷۵ | Marcelgoffin    | ۱۵ نوامبر ۱۹۹۰  |
| ۱۲۲۷۶ | 1990 WW1        | ۱۸ نوامبر ۱۹۹۰  |
| ۱۲۲۷۷ | 1990 WN2        | ۱۷ نوامبر ۱۹۹۰  |
| ۱۲۲۷۸ | Kisohinoki      | ۲۱ نوامبر ۱۹۹۰  |
| ۱۲۲۷۹ | Laon            | ۱۶ نوامبر ۱۹۹۰  |
| ۱۲۲۸۰ | Reims           | ۱۶ نوامبر ۱۹۹۰  |
| ۱۲۲۸۱ | Chaumont        | ۱۶ نوامبر ۱۹۹۰  |
| ۱۲۲۸۲ | Crombecq        | ۲۱ ژانویه ۱۹۹۱  |
| ۱۲۲۸۲ | 1991 EC         | ۹ مارس ۱۹۹۱     |
| ۱۲۲۸۴ | Pohl            | ۱۷ مارس ۱۹۹۱    |
| ۱۲۲۸۵ | 1991 FN2        | ۲۰ مارس ۱۹۹۱    |
| ۱۲۲۸۶ | Poiseuille      | ۸ آوریل ۱۹۹۱    |
| ۱۲۲۸۷ | Langres         | ۸ آوریل ۱۹۹۱    |
| ۱۲۲۸۸ | Verdun          | ۸ آوریل ۱۹۹۱    |
| ۱۲۲۸۹ | Carnot          | ۸ آوریل ۱۹۹۱    |
| ۱۲۲۸۹ | 1991 LZ         | ۱۴ ژوئن ۱۹۹۱    |
| ۱۲۲۹۱ | Gohnaumann      | ۶ ژوئن ۱۹۹۱     |
| ۱۲۲۹۲ | Dalton          | ۶ ژوئن ۱۹۹۱     |
| ۱۲۲۹۳ | 1991 NV1        | ۱۳ ژوئیه ۱۹۹۱   |
| ۱۲۲۹۴ | Avogadro        | ۲ اوت ۱۹۹۱      |
| ۱۲۲۹۵ | Tasso           | ۲ اوت ۱۹۹۱      |
| ۱۲۲۹۶ | 1991 PL13       | ۵ اوت ۱۹۹۱      |
| ۱۲۲۹۷ | 1991 PT14       | ۶ اوت ۱۹۹۱      |
| ۱۲۲۹۸ | Brecht          | ۶ اوت ۱۹۹۱      |
| ۱۲۲۹۹ | 1991 PV17       | ۷ اوت ۱۹۹۱      |
| ۱۲۳۰۰ | 1991 RX10       | ۱۰ سپتامبر ۱۹۹۱ |
| ۱۲۳۰۱ | Eotvos          | ۴ سپتامبر ۱۹۹۱  |
| ۱۲۳۰۲ | 1991 RV17       | ۱۳ سپتامبر ۱۹۹۱ |
| ۱۲۳۰۳ | 1991 RB24       | ۱۱ سپتامبر ۱۹۹۱ |
| ۱۲۳۰۴ | 1991 SR1        | ۱۹ سپتامبر ۱۹۹۱ |
| ۱۲۳۰۵ | 1991 TE1        | ۱۲ اکتبر ۱۹۹۱   |
| ۱۲۳۰۶ | Pebronstein     | ۷ اکتبر ۱۹۹۱    |
| ۱۲۳۰۶ | 1991 UA         | ۱۸ اکتبر ۱۹۹۱   |
| ۱۲۳۰۸ | 1991 VB5        | ۴ نوامبر ۱۹۹۱   |
| ۱۲۳۰۹ | Tommygrav       | ۲۵ فوریه ۱۹۹۲   |
| ۱۲۳۱۰ | Londontario     | ۲۹ فوریه ۱۹۹۲   |
| ۱۲۳۱۱ | Ingemyr         | ۱ مارس ۱۹۹۲     |
| ۱۲۳۱۲ | 1992 EM8        | ۲ مارس ۱۹۹۲     |
| ۱۲۳۱۳ | 1992 EX10       | ۶ مارس ۱۹۹۲     |
| ۱۲۳۱۴ | 1992 EE14       | ۲ مارس ۱۹۹۲     |
| ۱۲۳۱۵ | 1992 FA2        | ۲۸ مارس ۱۹۹۲    |
| ۱۲۳۱۵ | 1992 HG         | ۲۷ آوریل ۱۹۹۲   |
| ۱۲۳۱۷ | Madicampbell    | ۲۴ آوریل ۱۹۹۲   |
| ۱۲۳۱۸ | Kastner         | ۳۰ آوریل ۱۹۹۲   |
| ۱۲۳۱۸ | 1992 PC         | ۲ اوت ۱۹۹۲      |
| ۱۲۳۲۰ | Loschmidt       | ۸ اوت ۱۹۹۲      |
| ۱۲۳۲۱ | Zurakowski      | ۴ اوت ۱۹۹۲      |
| ۱۲۳۲۱ | 1992 QW         | ۳۱ اوت ۱۹۹۲     |
| ۱۲۳۲۳ | Haeckel         | ۴ سپتامبر ۱۹۹۲  |
| ۱۲۳۲۳ | Haeckel         | RS۳             |
| ۱۲۳۲۵ | 1992 RH7        | ۲ سپتامبر ۱۹۹۲  |
| ۱۲۳۲۶ | Shirasaki       | ۲۱ سپتامبر ۱۹۹۲ |
| ۱۲۳۲۷ | Terbruggen      | ۲۱ سپتامبر ۱۹۹۲ |
| ۱۲۳۲۸ | 1992 SK13       | ۲۶ سپتامبر ۱۹۹۲ |
| ۱۲۳۲۹ | Liebermann      | ۲۳ سپتامبر ۱۹۹۲ |
| ۱۲۳۳۰ | 1992 UX2        | ۲۵ اکتبر ۱۹۹۲   |
| ۱۲۳۳۱ | 1992 UH6        | ۳۱ اکتبر ۱۹۹۲   |
| ۱۲۳۳۲ | 1992 UJ6        | ۳۱ اکتبر ۱۹۹۲   |
| ۱۲۳۳۳ | 1992 WJ2        | ۱۸ نوامبر ۱۹۹۲  |
| ۱۲۳۳۴ | 1992 WD3        | ۱۸ نوامبر ۱۹۹۲  |
| ۱۲۳۳۵ | 1992 WJ3        | ۲۱ نوامبر ۱۹۹۲  |
| ۱۲۳۳۶ | 1992 WO3        | ۲۳ نوامبر ۱۹۹۲  |
| ۱۲۳۳۷ | 1992 WV3        | ۲۴ نوامبر ۱۹۹۲  |
| ۱۲۳۳۷ | 1992 XE         | ۱۴ دسامبر ۱۹۹۲  |
| ۱۲۳۳۹ | Carloo          | ۱۸ دسامبر ۱۹۹۲  |
| ۱۲۳۴۰ | Stalle          | ۱۸ دسامبر ۱۹۹۲  |
| ۱۲۳۴۱ | Calevoet        | ۲۷ ژانویه ۱۹۹۳  |
| ۱۲۳۴۲ | Kudohmichiko    | ۳۰ ژانویه ۱۹۹۳  |
| ۱۲۳۴۳ | Martinbeech     | ۲۶ فوریه ۱۹۹۳   |
| ۱۲۳۴۴ | 1993 FB1        | ۱۸ مارس ۱۹۹۳    |
| ۱۲۳۴۵ | 1993 FT8        | ۱۷ مارس ۱۹۹۳    |
| ۱۲۳۴۶ | 1993 FK25       | ۲۱ مارس ۱۹۹۳    |
| ۱۲۳۴۷ | 1993 FW37       | ۱۹ مارس ۱۹۹۳    |
| ۱۲۳۴۸ | 1993 FX40       | ۱۹ مارس ۱۹۹۳    |
| ۱۲۳۴۸ | 1993 GO         | ۱۴ آوریل ۱۹۹۳   |
| ۱۲۳۵۰ | Feuchtwanger    | ۲۳ آوریل ۱۹۹۳   |
| ۱۲۳۵۰ | 1993 JD         | ۱۴ مه ۱۹۹۳      |
| ۱۲۳۵۲ | Jepejacobsen    | ۲۰ ژوئیه ۱۹۹۳   |
| ۱۲۳۵۳ | 1993 OR9        | ۲۰ ژوئیه ۱۹۹۳   |
| ۱۲۳۵۴ | Hemmerechts     | ۱۸ اوت ۱۹۹۳     |
| ۱۲۳۵۵ | 1993 QU3        | ۱۸ اوت ۱۹۹۳     |
| ۱۲۳۵۶ | Carlscheele     | ۱۵ سپتامبر ۱۹۹۳ |
| ۱۲۳۵۷ | Toyako          | ۱۶ سپتامبر ۱۹۹۳ |
| ۱۲۳۵۸ | 1993 SO2        | ۲۲ سپتامبر ۱۹۹۳ |
| ۱۲۳۵۹ | Cajigal         | ۲۲ سپتامبر ۱۹۹۳ |
| ۱۲۳۶۰ | Unilandes       | ۲۲ سپتامبر ۱۹۹۳ |
| ۱۲۳۶۰ | 1993 TB         | ۹ اکتبر ۱۹۹۳    |
| ۱۲۳۶۲ | Mumuryk         | ۱۵ اکتبر ۱۹۹۳   |
| ۱۲۳۶۳ | Marinmarais     | ۹ اکتبر ۱۹۹۳    |
| ۱۲۳۶۴ | Asadagouryu     | ۱۵ دسامبر ۱۹۹۳  |
| ۱۲۳۶۵ | Yoshitoki       | ۱۷ دسامبر ۱۹۹۳  |
| ۱۲۳۶۶ | Luisapla        | ۸ فوریه ۱۹۹۴    |
| ۱۲۳۶۷ | Ourinhos        | ۸ فوریه ۱۹۹۴    |
| ۱۲۳۶۸ | Mutsaers        | ۷ فوریه ۱۹۹۴    |
| ۱۲۳۶۹ | Pirandello      | ۸ فوریه ۱۹۹۴    |
| ۱۲۳۷۰ | Kageyasu        | ۱۱ آوریل ۱۹۹۴   |
| ۱۲۳۷۱ | 1994 GL9        | ۱۴ آوریل ۱۹۹۴   |
| ۱۲۳۷۲ | Kagesuke        | ۶ مه ۱۹۹۴       |
| ۱۲۳۷۳ | Lancearmstrong  | ۱۵ مه ۱۹۹۴      |
| ۱۲۳۷۴ | Rakhat          | ۱۵ مه ۱۹۹۴      |
| ۱۲۳۷۵ | 1994 NO1        | ۸ ژوئیه ۱۹۹۴    |
| ۱۲۳۷۶ | 1994 NW1        | ۸ ژوئیه ۱۹۹۴    |
| ۱۲۳۷۶ | 1994 PP         | ۱۱ اوت ۱۹۹۴     |
| ۱۲۳۷۸ | 1994 PK1        | ۱۵ اوت ۱۹۹۴     |
| ۱۲۳۷۹ | Thulin          | ۱۰ اوت ۱۹۹۴     |
| ۱۲۳۸۰ | Sciascia        | ۱۰ اوت ۱۹۹۴     |
| ۱۲۳۸۱ | Hugoclaus       | ۱۲ اوت ۱۹۹۴     |
| ۱۲۳۸۱ | Hugoclaus       | SO۵             |
| ۱۲۳۸۳ | Eboshi          | ۲ اکتبر ۱۹۹۴    |
| ۱۲۳۸۴ | Luigimartella   | ۱۰ اکتبر ۱۹۹۴   |
| ۱۲۳۸۴ | 1994 UO         | ۳۱ اکتبر ۱۹۹۴   |
| ۱۲۳۸۶ | Nikolova        | ۲۸ اکتبر ۱۹۹۴   |
| ۱۲۳۸۷ | Tomokofujiwara  | ۲۸ اکتبر ۱۹۹۴   |
| ۱۲۳۸۸ | Kikunokai       | ۱ نوامبر ۱۹۹۴   |
| ۱۲۳۸۸ | 1994 WU         | ۲۵ نوامبر ۱۹۹۴  |
| ۱۲۳۹۰ | 1994 WB1        | ۲۷ نوامبر ۱۹۹۴  |
| ۱۲۳۹۱ | Ecoadachi       | ۲۶ نوامبر ۱۹۹۴  |
| ۱۲۳۹۲ | 1994 WR2        | ۳۰ نوامبر ۱۹۹۴  |
| ۱۲۳۹۳ | 1994 YC1        | ۲۸ دسامبر ۱۹۹۴  |
| ۱۲۳۹۳ | 1995 BQ         | ۲۳ ژانویه ۱۹۹۵  |
| ۱۲۳۹۵ | Richnelson      | ۸ فوریه ۱۹۹۵    |
| ۱۲۳۹۶ | 1995 DL1        | ۲۴ فوریه ۱۹۹۵   |
| ۱۲۳۹۷ | Peterbrown      | ۲۷ مارس ۱۹۹۵    |
| ۱۲۳۹۸ | Pickhardt       | ۲۵ مه ۱۹۹۵      |
| ۱۲۳۹۹ | Bartolini       | ۱۹ ژوئیه ۱۹۹۵   |
| ۱۲۴۰۰ | Katumaru        | ۲۸ ژوئیه ۱۹۹۵   |
| ۱۲۴۰۱ | Tucholsky       | ۲۱ ژوئیه ۱۹۹۵   |
| ۱۲۴۰۱ | 1995 PK         | ۳ اوت ۱۹۹۵      |
| ۱۲۴۰۳ | 1995 QD3        | ۳۱ اوت ۱۹۹۵     |
| ۱۲۴۰۴ | 1995 QW3        | ۳۱ اوت ۱۹۹۵     |
| ۱۲۴۰۵ | Nespoli         | ۱۵ سپتامبر ۱۹۹۵ |
| ۱۲۴۰۶ | Zvikov          | ۲۵ سپتامبر ۱۹۹۵ |
| ۱۲۴۰۷ | Riccardi        | ۲۳ سپتامبر ۱۹۹۵ |
| ۱۲۴۰۸ | Fujioka         | ۲۰ سپتامبر ۱۹۹۵ |
| ۱۲۴۰۹ | Bukovanska      | ۲۸ سپتامبر ۱۹۹۵ |
| ۱۲۴۱۰ | 1995 SM3        | ۲۶ سپتامبر ۱۹۹۵ |
| ۱۲۴۱۱ | Tannokayo       | ۲۰ سپتامبر ۱۹۹۵ |
| ۱۲۴۱۲ | Muchisachie     | ۲۰ سپتامبر ۱۹۹۵ |
| ۱۲۴۱۳ | 1995 SQ29       | ۲۶ سپتامبر ۱۹۹۵ |
| ۱۲۴۱۴ | Bure            | ۲۶ سپتامبر ۱۹۹۵ |
| ۱۲۴۱۵ | Wakatatakayo    | ۲۲ سپتامبر ۱۹۹۵ |
| ۱۲۴۱۵ | 1995 TS         | ۲ اکتبر ۱۹۹۵    |
| ۱۲۴۱۷ | 1995 TC8        | ۲ اکتبر ۱۹۹۵    |
| ۱۲۴۱۸ | Tongling        | ۲۳ اکتبر ۱۹۹۵   |
| ۱۲۴۱۹ | 1995 UP4        | ۲۵ اکتبر ۱۹۹۵   |
| ۱۲۴۲۰ | 1995 UT4        | ۲۵ اکتبر ۱۹۹۵   |
| ۱۲۴۲۱ | Zhenya          | ۱۶ اکتبر ۱۹۹۵   |
| ۱۲۴۲۲ | 1995 US8        | ۲۷ اکتبر ۱۹۹۵   |
| ۱۲۴۲۳ | Slotin          | ۱۷ اکتبر ۱۹۹۵   |
| ۱۲۴۲۳ | 1995 VM         | ۲ نوامبر ۱۹۹۵   |
| ۱۲۴۲۵ | 1995 VG2        | ۱۲ نوامبر ۱۹۹۵  |
| ۱۲۴۲۶ | Racquetball     | ۱۴ نوامبر ۱۹۹۵  |
| ۱۲۴۲۷ | 1995 WM3        | ۲۱ نوامبر ۱۹۹۵  |
| ۱۲۴۲۸ | 1995 WJ5        | ۲۴ نوامبر ۱۹۹۵  |
| ۱۲۴۲۹ | 1995 WH7        | ۲۶ نوامبر ۱۹۹۵  |
| ۱۲۴۳۰ | 1995 XB2        | ۱۴ دسامبر ۱۹۹۵  |
| ۱۲۴۳۱ | Webster         | ۱۸ دسامبر ۱۹۹۵  |
| ۱۲۴۳۲ | Usuda           | ۱۲ ژانویه ۱۹۹۶  |
| ۱۲۴۳۳ | Barbieri        | ۱۵ ژانویه ۱۹۹۶  |
| ۱۲۴۳۳ | 1996 BM         | ۱۶ ژانویه ۱۹۹۶  |
| ۱۲۴۳۵ | Sudachi         | ۱۷ ژانویه ۱۹۹۶  |
| ۱۲۴۳۶ | 1996 BY1        | ۲۴ ژانویه ۱۹۹۶  |
| ۱۲۴۳۷ | Westlane        | ۱۸ ژانویه ۱۹۹۶  |
| ۱۲۴۳۷ | 1996 CZ         | ۹ فوریه ۱۹۹۶    |
| ۱۲۴۳۹ | Okasaki         | ۱۵ فوریه ۱۹۹۶   |
| ۱۲۴۴۰ | Koshigayaboshi  | ۱۱ فوریه ۱۹۹۶   |
| ۱۲۴۴۰ | 1996 DV         | ۱۹ فوریه ۱۹۹۶   |
| ۱۲۴۴۲ | Beltramemass    | ۲۳ فوریه ۱۹۹۶   |
| ۱۲۴۴۳ | Paulsydney      | ۱۵ مارس ۱۹۹۶    |
| ۱۲۴۴۴ | Prothoon        | ۱۵ آوریل ۱۹۹۶   |
| ۱۲۴۴۵ | Sirataka        | ۲۴ آوریل ۱۹۹۶   |
| ۱۲۴۴۶ | Juliabryant     | ۱۵ اوت ۱۹۹۶     |
| ۱۲۴۴۷ | Yatescup        | ۴ دسامبر ۱۹۹۶   |
| ۱۲۴۴۷ | Yatescup        | XW۱۸            |
| ۱۲۴۴۹ | 1996 XL31       | ۱۴ دسامبر ۱۹۹۶  |
| ۱۲۴۴۹ | 1996 YD         | ۲۰ دسامبر ۱۹۹۶  |
| ۱۲۴۴۹ | 1996 YF         | ۲۰ دسامبر ۱۹۹۶  |
| ۱۲۴۴۹ | 1996 YO         | ۲۰ دسامبر ۱۹۹۶  |
| ۱۲۴۴۹ | 1996 YY         | ۲۰ دسامبر ۱۹۹۶  |
| ۱۲۴۵۴ | 1996 YO1        | ۱۸ دسامبر ۱۹۹۶  |
| ۱۲۴۵۴ | 1997 AR         | ۲ ژانویه ۱۹۹۷   |
| ۱۲۴۵۶ | Genichiaraki    | ۲ ژانویه ۱۹۹۷   |
| ۱۲۴۵۷ | 1997 AK1        | ۲ ژانویه ۱۹۹۷   |
| ۱۲۴۵۸ | 1997 AR1        | ۲ ژانویه ۱۹۹۷   |
| ۱۲۴۵۹ | 1997 AQ4        | ۶ ژانویه ۱۹۹۷   |
| ۱۲۴۶۰ | Mando           | ۳ ژانویه ۱۹۹۷   |
| ۱۲۴۶۱ | 1997 AM5        | ۷ ژانویه ۱۹۹۷   |
| ۱۲۴۶۲ | 1997 AO5        | ۷ ژانویه ۱۹۹۷   |
| ۱۲۴۶۳ | 1997 AL7        | ۹ ژانویه ۱۹۹۷   |
| ۱۲۴۶۴ | Manhattan       | ۲ ژانویه ۱۹۹۷   |
| ۱۲۴۶۴ | Manhattan       | AD۱۰            |
| ۱۲۴۶۶ | 1997 AS12       | ۱۰ ژانویه ۱۹۹۷  |
| ۱۲۴۶۷ | 1997 AX17       | ۱۵ ژانویه ۱۹۹۷  |
| ۱۲۴۶۸ | Zachotin        | ۱۴ ژانویه ۱۹۹۷  |
| ۱۲۴۶۹ | Katsuura        | ۹ ژانویه ۱۹۹۷   |
| ۱۲۴۷۰ | Pinotti         | ۳۱ ژانویه ۱۹۹۷  |
| ۱۲۴۷۱ | Larryscherr     | ۶ فوریه ۱۹۹۷    |
| ۱۲۴۷۲ | Samadhi         | ۳ فوریه ۱۹۹۷    |
| ۱۲۴۷۳ | Levi-Civita     | ۱۰ فوریه ۱۹۹۷   |
| ۱۲۴۷۴ | 1997 CZ19       | ۱۲ فوریه ۱۹۹۷   |
| ۱۲۴۷۵ | 1997 CC20       | ۱۲ فوریه ۱۹۹۷   |
| ۱۲۴۷۶ | 1997 EU2        | ۴ مارس ۱۹۹۷     |
| ۱۲۴۷۷ | Haiku           | ۴ مارس ۱۹۹۷     |
| ۱۲۴۷۸ | Suzukiseiji     | ۷ مارس ۱۹۹۷     |
| ۱۲۴۷۹ | Ohshimaosamu    | ۵ مارس ۱۹۹۷     |
| ۱۲۴۸۰ | 1997 EW45       | ۹ مارس ۱۹۹۷     |
| ۱۲۴۸۱ | Streuvels       | ۱۲ مارس ۱۹۹۷    |
| ۱۲۴۸۲ | Pajka           | ۲۳ مارس ۱۹۹۷    |
| ۱۲۴۸۳ | 1997 FW1        | ۲۸ مارس ۱۹۹۷    |
| ۱۲۴۸۴ | 1997 FO3        | ۳۱ مارس ۱۹۹۷    |
| ۱۲۴۸۵ | Jenniferharris  | ۷ آوریل ۱۹۹۷    |
| ۱۲۴۸۶ | 1997 GP6        | ۲ آوریل ۱۹۹۷    |
| ۱۲۴۸۷ | 1997 GJ8        | ۲ آوریل ۱۹۹۷    |
| ۱۲۴۸۸ | 1997 GD15       | ۳ آوریل ۱۹۹۷    |
| ۱۲۴۸۹ | 1997 GR36       | ۷ آوریل ۱۹۹۷    |
| ۱۲۴۹۰ | Leiden          | ۳ مه ۱۹۹۷       |
| ۱۲۴۹۱ | Musschenbroek   | ۳ مه ۱۹۹۷       |
| ۱۲۴۹۲ | Tanais          | ۳ مه ۱۹۹۷       |
| ۱۲۴۹۳ | Minkowski       | ۴ اوت ۱۹۹۷      |
| ۱۲۴۹۴ | Doughamilton    | ۲۵ فوریه ۱۹۹۸   |
| ۱۲۴۹۴ | 1998 FJ         | ۱۸ مارس ۱۹۹۸    |
| ۱۲۴۹۶ | Ekholm          | ۲۲ مارس ۱۹۹۸    |
| ۱۲۴۹۷ | 1998 FQ14       | ۲۶ مارس ۱۹۹۸    |
| ۱۲۴۹۸ | Dragesco        | ۲۶ مارس ۱۹۹۸    |
| ۱۲۴۹۹ | 1998 FR47       | ۲۰ مارس ۱۹۹۸    |
| ۱۲۵۰۰ | Desngai         | ۲۰ مارس ۱۹۹۸    |
| ۱۲۵۰۱ | Nord            | ۲۰ مارس ۱۹۹۸    |
| ۱۲۵۰۲ | 1998 FO68       | ۲۰ مارس ۱۹۹۸    |
| ۱۲۵۰۳ | 1998 FC75       | ۲۴ مارس ۱۹۹۸    |
| ۱۲۵۰۴ | Nuest           | ۲۴ مارس ۱۹۹۸    |
| ۱۲۵۰۵ | 1998 FN77       | ۲۴ مارس ۱۹۹۸    |
| ۱۲۵۰۶ | Pariser         | ۳۱ مارس ۱۹۹۸    |
| ۱۲۵۰۷ | 1998 FZ109      | ۳۱ مارس ۱۹۹۸    |
| ۱۲۵۰۸ | 1998 FZ113      | ۳۱ مارس ۱۹۹۸    |
| ۱۲۵۰۹ | Pathak          | ۳۱ مارس ۱۹۹۸    |
| ۱۲۵۱۰ | 1998 FM121      | ۲۰ مارس ۱۹۹۸    |
| ۱۲۵۱۱ | Patil           | ۲۰ مارس ۱۹۹۸    |
| ۱۲۵۱۲ | Split           | ۲۱ آوریل ۱۹۹۸   |
| ۱۲۵۱۳ | Niven           | ۲۷ آوریل ۱۹۹۸   |
| ۱۲۵۱۴ | Schommer        | ۲۰ آوریل ۱۹۹۸   |
| ۱۲۵۱۵ | Suiseki         | ۳۰ آوریل ۱۹۹۸   |
| ۱۲۵۱۶ | 1998 HB45       | ۲۰ آوریل ۱۹۹۸   |
| ۱۲۵۱۷ | Grayzeck        | ۳۰ آوریل ۱۹۹۸   |
| ۱۲۵۱۸ | 1998 HM52       | ۲۷ آوریل ۱۹۹۸   |
| ۱۲۵۱۹ | Pullen          | ۲۱ آوریل ۱۹۹۸   |
| ۱۲۵۲۰ | 1998 HV78       | ۲۱ آوریل ۱۹۹۸   |
| ۱۲۵۲۱ | 1998 HT95       | ۲۱ آوریل ۱۹۹۸   |
| ۱۲۵۲۲ | Rara            | ۲۱ آوریل ۱۹۹۸   |
| ۱۲۵۲۳ | 1998 HH100      | ۲۱ آوریل ۱۹۹۸   |
| ۱۲۵۲۴ | Conscience      | ۲۵ آوریل ۱۹۹۸   |
| ۱۲۵۲۵ | 1998 HT147      | ۲۳ آوریل ۱۹۹۸   |
| ۱۲۵۲۵ | 1998            | HZ۱۴۷           |
| ۱۲۵۲۷ | Anneraugh       | ۱ مه ۱۹۹۸       |
| ۱۲۵۲۸ | 1998 KL31       | ۲۲ مه ۱۹۹۸      |
| ۱۲۵۲۹ | Reighard        | ۲۲ مه ۱۹۹۸      |
| ۱۲۵۳۰ | Richardson      | ۲۲ مه ۱۹۹۸      |
| ۱۲۵۳۱ | 1998 KQ51       | ۲۳ مه ۱۹۹۸      |
| ۱۲۵۳۲ | 1998 KW54       | ۲۳ مه ۱۹۹۸      |
| ۱۲۵۳۳ | Edmond          | ۲ ژوئن ۱۹۹۸     |
| ۱۲۵۳۴ | Janhoet         | ۱ ژوئن ۱۹۹۸     |
| ۱۲۵۳۵ | 1998 MZ30       | ۲۴ ژوئن ۱۹۹۸    |
| ۱۲۵۳۶ | 1998 MD33       | ۲۴ ژوئن ۱۹۹۸    |
| ۱۲۵۳۷ | Kendriddle      | ۲۴ ژوئن ۱۹۹۸    |
| ۱۲۵۳۷ | 1998 OH         | ۱۹ ژوئیه ۱۹۹۸   |
| ۱۲۵۳۹ | Chaikin         | ۱۶ ژوئیه ۱۹۹۸   |
| ۱۲۵۴۰ | Picander        | ۲۶ ژوئیه ۱۹۹۸   |
| ۱۲۵۴۱ | Makarska        | ۱۵ اوت ۱۹۹۸     |
| ۱۲۵۴۲ | Laver           | ۱۰ اوت ۱۹۹۸     |
| ۱۲۵۴۳ | 1998 QM5        | ۲۳ اوت ۱۹۹۸     |
| ۱۲۵۴۴ | 1998 QX9        | ۱۷ اوت ۱۹۹۸     |
| ۱۲۵۴۵ | 1998 QT19       | ۱۷ اوت ۱۹۹۸     |
| ۱۲۵۴۶ | 1998 QJ21       | ۱۷ اوت ۱۹۹۸     |
| ۱۲۵۴۷ | 1998 QL22       | ۱۷ اوت ۱۹۹۸     |
| ۱۲۵۴۸ | Erinriley       | ۱۷ اوت ۱۹۹۸     |
| ۱۲۵۴۹ | 1998 QO26       | ۱۷ اوت ۱۹۹۸     |
| ۱۲۵۵۰ | 1998 QR30       | ۱۷ اوت ۱۹۹۸     |
| ۱۲۵۵۱ | 1998 QQ39       | ۱۷ اوت ۱۹۹۸     |
| ۱۲۵۵۲ | 1998 QQ45       | ۱۷ اوت ۱۹۹۸     |
| ۱۲۵۵۳ | Aaronritter     | ۱۷ اوت ۱۹۹۸     |
| ۱۲۵۵۴ | 1998 QA47       | ۱۷ اوت ۱۹۹۸     |
| ۱۲۵۵۵ | 1998 QP47       | ۱۷ اوت ۱۹۹۸     |
| ۱۲۵۵۶ | Kyrobinson      | ۱۷ اوت ۱۹۹۸     |
| ۱۲۵۵۷ | Caracol         | ۲۷ اوت ۱۹۹۸     |
| ۱۲۵۵۸ | 1998 QV63       | ۳۱ اوت ۱۹۹۸     |
| ۱۲۵۵۹ | 1998 QB69       | ۲۴ اوت ۱۹۹۸     |
| ۱۲۵۶۰ | 1998 RC58       | ۱۴ سپتامبر ۱۹۹۸ |
| ۱۲۵۶۱ | Howard          | ۲۰ سپتامبر ۱۹۹۸ |
| ۱۲۵۶۲ | Briangrazer     | ۱۹ سپتامبر ۱۹۹۸ |
| ۱۲۵۶۳ | 1998 SA43       | ۲۰ سپتامبر ۱۹۹۸ |
| ۱۲۵۶۴ | 1998 SO49       | ۲۲ سپتامبر ۱۹۹۸ |
| ۱۲۵۶۵ | Khege           | ۱۶ سپتامبر ۱۹۹۸ |
| ۱۲۵۶۶ | Derichardson    | ۱۶ سپتامبر ۱۹۹۸ |
| ۱۲۵۶۷ | Herreweghe      | ۲۱ سپتامبر ۱۹۹۸ |
| ۱۲۵۶۸ | Kuffner         | ۱۱ نوامبر ۱۹۹۸  |
| ۱۲۵۶۹ | 1998 VC29       | ۱۰ نوامبر ۱۹۹۸  |
| ۱۲۵۷۰ | 1998 WV5        | ۱۸ نوامبر ۱۹۹۸  |
| ۱۲۵۷۱ | 1999 NM2        | ۱۲ ژوئیه ۱۹۹۹   |
| ۱۲۵۷۲ | Sadegh          | ۱۳ ژوئیه ۱۹۹۹   |
| ۱۲۵۷۳ | 1999 NJ53       | ۱۲ ژوئیه ۱۹۹۹   |
| ۱۲۵۷۴ | LONEOS          | ۴ سپتامبر ۱۹۹۹  |
| ۱۲۵۷۵ | Palmaria        | ۴ سپتامبر ۱۹۹۹  |
| ۱۲۵۷۶ | Oresme          | ۵ سپتامبر ۱۹۹۹  |
| ۱۲۵۷۷ | Samra           | ۷ سپتامبر ۱۹۹۹  |
| ۱۲۵۷۸ | Bensaur         | ۷ سپتامبر ۱۹۹۹  |
| ۱۲۵۷۹ | Ceva            | ۵ سپتامبر ۱۹۹۹  |
| ۱۲۵۸۰ | Antonini        | ۸ سپتامبر ۱۹۹۹  |
| ۱۲۵۸۱ | Rovinj          | ۸ سپتامبر ۱۹۹۹  |
| ۱۲۵۸۲ | 1999 RY34       | ۱۱ سپتامبر ۱۹۹۹ |
| ۱۲۵۸۳ | Buckjean        | ۱۱ سپتامبر ۱۹۹۹ |
| ۱۲۵۸۴ | 1999 RF36       | ۱۲ سپتامبر ۱۹۹۹ |
| ۱۲۵۸۵ | Katschwarz      | ۷ سپتامبر ۱۹۹۹  |
| ۱۲۵۸۶ | 1999 RQ81       | ۷ سپتامبر ۱۹۹۹  |
| ۱۲۵۸۷ | 1999 RD95       | ۷ سپتامبر ۱۹۹۹  |
| ۱۲۵۸۸ | 1999 RR98       | ۷ سپتامبر ۱۹۹۹  |
| ۱۲۵۸۹ | 1999 RR114      | ۹ سپتامبر ۱۹۹۹  |
| ۱۲۵۹۰ | 1999 RN125      | ۹ سپتامبر ۱۹۹۹  |
| ۱۲۵۹۱ | 1999 RT133      | ۹ سپتامبر ۱۹۹۹  |
| ۱۲۵۹۲ | 1999 RD134      | ۹ سپتامبر ۱۹۹۹  |
| ۱۲۵۹۳ | Shashlov        | ۹ سپتامبر ۱۹۹۹  |
| ۱۲۵۹۴ | 1999 RU145      | ۹ سپتامبر ۱۹۹۹  |
| ۱۲۵۹۵ | Amandashaw      | ۹ سپتامبر ۱۹۹۹  |
| ۱۲۵۹۶ | Shukla          | ۹ سپتامبر ۱۹۹۹  |
| ۱۲۵۹۷ | 1999 RL158      | ۹ سپتامبر ۱۹۹۹  |
| ۱۲۵۹۸ | Sierra          | ۹ سپتامبر ۱۹۹۹  |
| ۱۲۵۹۹ | Singhal         | ۹ سپتامبر ۱۹۹۹  |
| ۱۲۶۰۰ | 1999 RM177      | ۹ سپتامبر ۱۹۹۹  |
| ۱۲۶۰۱ | Tiffanyswann    | ۹ سپتامبر ۱۹۹۹  |
| ۱۲۶۰۲ | Tammytam        | ۹ سپتامبر ۱۹۹۹  |
| ۱۲۶۰۳ | Tanchunghee     | ۹ سپتامبر ۱۹۹۹  |
| ۱۲۶۰۴ | Lisatate        | ۷ سپتامبر ۱۹۹۹  |
| ۱۲۶۰۴ | 1999 SK         | ۱۷ سپتامبر ۱۹۹۹ |
| ۱۲۶۰۶ | Apuleius        | ۲۴ سپتامبر ۱۹۶۰ |
| ۱۲۶۰۷ | Alcaeus         | ۲۴ سپتامبر ۱۹۶۰ |
| ۱۲۶۰۸ | Aesop           | ۲۴ سپتامبر ۱۹۶۰ |
| ۱۲۶۰۹ | Apollodoros     | ۲۴ سپتامبر ۱۹۶۰ |
| ۱۲۶۱۰ | Hafez           | ۲۴ سپتامبر ۱۹۶۰ |
| ۱۲۶۱۱ | Ingres          | ۲۴ سپتامبر ۱۹۶۰ |
| ۱۲۶۱۲ | Daumier         | ۲۴ سپتامبر ۱۹۶۰ |
| ۱۲۶۱۳ | Hogarth         | ۲۴ سپتامبر ۱۹۶۰ |
| ۱۲۶۱۴ | Hokusai         | ۲۴ سپتامبر ۱۹۶۰ |
| ۱۲۶۱۵ | Mendesdeleon    | ۲۴ سپتامبر ۱۹۶۰ |
| ۱۲۶۱۶ | Lochner         | ۲۶ سپتامبر ۱۹۶۰ |
| ۱۲۶۱۷ | Angelusilesius  | ۱۷ اکتبر ۱۹۶۰   |
| ۱۲۶۱۸ | Cellarius       | ۲۴ سپتامبر ۱۹۶۰ |
| ۱۲۶۱۹ | Anubelshunu     | ۲۴ سپتامبر ۱۹۶۰ |
| ۱۲۶۲۰ | Simaqian        | ۲۴ سپتامبر ۱۹۶۰ |
| ۱۲۶۲۱ | Alsufi          | ۲۴ سپتامبر ۱۹۶۰ |
| ۱۲۶۲۲ | Doppelmayr      | ۲۴ سپتامبر ۱۹۶۰ |
| ۱۲۶۲۳ | Tawaddud        | ۱۷ اکتبر ۱۹۶۰   |
| ۱۲۶۲۴ | Mariacunitia    | ۱۷ اکتبر ۱۹۶۰   |
| ۱۲۶۲۵ | Koopman         | ۱۷ اکتبر ۱۹۶۰   |
| ۱۲۶۲۶ | Timmerman       | ۲۵ مارس ۱۹۷۱    |
| ۱۲۶۲۷ | Maryedwards     | ۲۵ مارس ۱۹۷۱    |
| ۱۲۶۲۸ | Ackworthorr     | ۲۵ مارس ۱۹۷۱    |
| ۱۲۶۲۹ | 2168 T-1        | ۲۵ مارس ۱۹۷۱    |
| ۱۲۶۳۰ | 3033 T-1        | ۲۶ مارس ۱۹۷۱    |
| ۱۲۶۳۱ | 3051 T-1        | ۲۶ مارس ۱۹۷۱    |
| ۱۲۶۳۲ | 3105 T-1        | ۲۶ مارس ۱۹۷۱    |
| ۱۲۶۳۳ | 3119 T-1        | ۲۶ مارس ۱۹۷۱    |
| ۱۲۶۳۴ | 3178 T-1        | ۲۶ مارس ۱۹۷۱    |
| ۱۲۶۳۵ | 4220 T-1        | ۲۶ مارس ۱۹۷۱    |
| ۱۲۶۳۶ | 4854 T-1        | ۱۳ مه ۱۹۷۱      |
| ۱۲۶۳۷ | 1053 T-2        | ۲۹ سپتامبر ۱۹۷۳ |
| ۱۲۶۳۸ | 1063 T-2        | ۲۹ سپتامبر ۱۹۷۳ |
| ۱۲۶۳۹ | 1105 T-2        | ۲۹ سپتامبر ۱۹۷۳ |
| ۱۲۶۴۰ | 1231 T-2        | ۲۹ سپتامبر ۱۹۷۳ |
| ۱۲۶۴۱ | 1310 T-2        | ۲۹ سپتامبر ۱۹۷۳ |
| ۱۲۶۴۲ | 1348 T-2        | ۲۹ سپتامبر ۱۹۷۳ |
| ۱۲۶۴۳ | 3180 T-2        | ۳۰ سپتامبر ۱۹۷۳ |
| ۱۲۶۴۴ | 3285 T-2        | ۳۰ سپتامبر ۱۹۷۳ |
| ۱۲۶۴۵ | 4240 T-2        | ۲۹ سپتامبر ۱۹۷۳ |
| ۱۲۶۴۶ | 5175 T-2        | ۲۵ سپتامبر ۱۹۷۳ |
| ۱۲۶۴۷ | 5332 T-2        | ۳۰ سپتامبر ۱۹۷۳ |
| ۱۲۶۴۸ | 1135 T-3        | ۱۷ اکتبر ۱۹۷۷   |
| ۱۲۶۴۹ | Ascanios        | ۱۶ اکتبر ۱۹۷۷   |
| ۱۲۶۵۰ | 2247 T-3        | ۱۶ اکتبر ۱۹۷۷   |
| ۱۲۶۵۱ | 2268 T-3        | ۱۶ اکتبر ۱۹۷۷   |
| ۱۲۶۵۲ | 2622 T-3        | ۱۶ اکتبر ۱۹۷۷   |
| ۱۲۶۵۳ | 2664 T-3        | ۱۱ اکتبر ۱۹۷۷   |
| ۱۲۶۵۴ | 4118 T-3        | ۱۶ اکتبر ۱۹۷۷   |
| ۱۲۶۵۵ | 5041 T-3        | ۱۶ اکتبر ۱۹۷۷   |
| ۱۲۶۵۶ | 5170 T-3        | ۱۶ اکتبر ۱۹۷۷   |
| ۱۲۶۵۷ | Bonch-Bruevich  | ۳۰ اوت ۱۹۷۱     |
| ۱۲۶۵۸ | Peiraios        | ۱۹ سپتامبر ۱۹۷۳ |
| ۱۲۶۵۹ | Schlegel        | ۲۷ اکتبر ۱۹۷۳   |
| ۱۲۶۵۹ | 1975 NC         | ۱۵ ژوئیه ۱۹۷۵   |
| ۱۲۶۶۱ | Schelling       | ۲۷ فوریه ۱۹۷۶   |
| ۱۲۶۶۱ | 1978 CK         | ۲ فوریه ۱۹۷۸    |
| ۱۲۶۶۳ | 1978 RL7        | ۲ سپتامبر ۱۹۷۸  |
| ۱۲۶۶۴ | Sonisenia       | ۲۷ سپتامبر ۱۹۷۸ |
| ۱۲۶۶۵ | 1978 VE7        | ۶ نوامبر ۱۹۷۸   |
| ۱۲۶۶۵ | 1978 XW         | ۶ دسامبر ۱۹۷۸   |
| ۱۲۶۶۵ | 1979 DF         | ۲۸ فوریه ۱۹۷۹   |
| ۱۲۶۶۸ | 1979 MX1        | ۲۵ ژوئن ۱۹۷۹    |
| ۱۲۶۶۹ | 1979 MY5        | ۲۵ ژوئن ۱۹۷۹    |
| ۱۲۶۷۰ | Passargea       | ۲۲ سپتامبر ۱۹۷۹ |
| ۱۲۶۷۰ | 1980 FU         | ۱۶ مارس ۱۹۸۰    |
| ۱۲۶۷۲ | 1980 FY2        | ۱۶ مارس ۱۹۸۰    |
| ۱۲۶۷۳ | 1980 FH3        | ۱۶ مارس ۱۹۸۰    |
| ۱۲۶۷۴ | Rybalka         | ۷ سپتامبر ۱۹۸۰  |
| ۱۲۶۷۵ | Chabot          | ۹ اکتبر ۱۹۸۰    |
| ۱۲۶۷۶ | 1981 DU1        | ۲۸ فوریه ۱۹۸۱   |
| ۱۲۶۷۷ | 1981 EO4        | ۲ مارس ۱۹۸۱     |
| ۱۲۶۷۸ | 1981 EQ20       | ۲ مارس ۱۹۸۱     |
| ۱۲۶۷۹ | 1981 EK22       | ۲ مارس ۱۹۸۱     |
| ۱۲۶۸۰ | Bogdanovich     | ۶ مه ۱۹۸۱       |
| ۱۲۶۸۱ | 1981 UL29       | ۲۴ اکتبر ۱۹۸۱   |
| ۱۲۶۸۲ | Kawada          | ۱۴ نوامبر ۱۹۸۲  |
| ۱۲۶۸۳ | 1983 RP3        | ۲ سپتامبر ۱۹۸۳  |
| ۱۲۶۸۳ | 1984 DQ         | ۲۳ فوریه ۱۹۸۴   |
| ۱۲۶۸۳ | 1985 VE         | ۱۴ نوامبر ۱۹۸۵  |
| ۱۲۶۸۶ | Bezuglyj        | ۳ اکتبر ۱۹۸۶    |
| ۱۲۶۸۶ | Bezuglyj        | YS۱             |
| ۱۲۶۸۸ | Baekeland       | ۱۳ فوریه ۱۹۸۸   |
| ۱۲۶۸۹ | 1988 RO2        | ۸ سپتامبر ۱۹۸۸  |
| ۱۲۶۹۰ | 1988 VG1        | ۵ نوامبر ۱۹۸۸   |
| ۱۲۶۹۱ | 1988 VF2        | ۷ نوامبر ۱۹۸۸   |
| ۱۲۶۹۲ | 1989 BV1        | ۲۹ ژانویه ۱۹۸۹  |
| ۱۲۶۹۲ | 1989 EZ         | ۹ مارس ۱۹۸۹     |
| ۱۲۶۹۴ | Schleiermacher  | ۷ مارس ۱۹۸۹     |
| ۱۲۶۹۵ | Utrecht         | ۱ آوریل ۱۹۸۹    |
| ۱۲۶۹۶ | Camus           | ۲۶ سپتامبر ۱۹۸۹ |
| ۱۲۶۹۷ | Verhaeren       | ۲۶ سپتامبر ۱۹۸۹ |
| ۱۲۶۹۸ | 1989 US4        | ۲۲ اکتبر ۱۹۸۹   |
| ۱۲۶۹۹ | 1990 DD2        | ۲۴ فوریه ۱۹۹۰   |
| ۱۲۶۹۹ | 1990 FH         | ۲۳ مارس ۱۹۹۰    |
| ۱۲۷۰۱ | Chenier         | ۱۵ آوریل ۱۹۹۰   |
| ۱۲۷۰۲ | 1990 SR6        | ۲۲ سپتامبر ۱۹۹۰ |
| ۱۲۷۰۳ | 1990 SV13       | ۲۳ سپتامبر ۱۹۹۰ |
| ۱۲۷۰۴ | Tupolev         | ۲۴ سپتامبر ۱۹۹۰ |
| ۱۲۷۰۴ | 1990 TJ         | ۱۲ اکتبر ۱۹۹۰   |
| ۱۲۷۰۶ | 1990 TE1        | ۱۵ اکتبر ۱۹۹۰   |
| ۱۲۷۰۶ | 1990 UK         | ۲۰ اکتبر ۱۹۹۰   |
| ۱۲۷۰۶ | 1990            | UB۴             |
| ۱۲۷۰۶ | 1990            | ۱۹۹۰            |
| ۱۲۷۱۰ | Breda           | ۱۵ نوامبر ۱۹۹۰  |
| ۱۲۷۱۱ | Tukmit          | ۱۹ ژانویه ۱۹۹۱  |
| ۱۲۷۱۲ | 1991 EY3        | ۱۲ مارس ۱۹۹۱    |
| ۱۲۷۱۳ | 1991 FY3        | ۲۲ مارس ۱۹۹۱    |
| ۱۲۷۱۴ | Alkimos         | ۱۵ آوریل ۱۹۹۱   |
| ۱۲۷۱۵ | Godin           | ۸ آوریل ۱۹۹۱    |
| ۱۲۷۱۶ | Delft           | ۸ آوریل ۱۹۹۱    |
| ۱۲۷۱۶ | 1991 HK         | ۱۶ آوریل ۱۹۹۱   |
| ۱۲۷۱۶ | Delft           | LF۱             |
| ۱۲۷۱۹ | Pingre          | ۶ ژوئن ۱۹۹۱     |
| ۱۲۷۲۰ | 1991 NU3        | ۶ ژوئیه ۱۹۹۱    |
| ۱۲۷۲۰ | 1991 PB         | ۳ اوت ۱۹۹۱      |
| ۱۲۷۲۲ | Petrarca        | ۱۰ اوت ۱۹۹۱     |
| ۱۲۷۲۳ | 1991 PD10       | ۷ اوت ۱۹۹۱      |
| ۱۲۷۲۴ | 1991 PZ14       | ۶ اوت ۱۹۹۱      |
| ۱۲۷۲۵ | 1991 PP16       | ۷ اوت ۱۹۹۱      |
| ۱۲۷۲۶ | 1991 PQ16       | ۷ اوت ۱۹۹۱      |
| ۱۲۷۲۷ | Cavendish       | ۱۴ اوت ۱۹۹۱     |
| ۱۲۷۲۸ | 1991 RP1        | ۱۰ سپتامبر ۱۹۹۱ |
| ۱۲۷۲۹ | Berger          | ۱۳ سپتامبر ۱۹۹۱ |
| ۱۲۷۳۰ | 1991 RU8        | ۱۱ سپتامبر ۱۹۹۱ |
| ۱۲۷۳۱ | 1991 RW12       | ۱۰ سپتامبر ۱۹۹۱ |
| ۱۲۷۳۱ | 1991 TN         | ۱ اکتبر ۱۹۹۱    |
| ۱۲۷۳۳ | 1991 TV1        | ۱۳ اکتبر ۱۹۹۱   |
| ۱۲۷۳۴ | Haruna          | ۲۹ اکتبر ۱۹۹۱   |
| ۱۲۷۳۵ | 1991 VV1        | ۴ نوامبر ۱۹۹۱   |
| ۱۲۷۳۶ | 1991 VC3        | ۱۳ نوامبر ۱۹۹۱  |
| ۱۲۷۳۷ | 1991 VW4        | ۱۰ نوامبر ۱۹۹۱  |
| ۱۲۷۳۸ | Satoshimiki     | ۴ ژانویه ۱۹۹۲   |
| ۱۲۷۳۹ | 1992 DY7        | ۲۹ فوریه ۱۹۹۲   |
| ۱۲۷۴۰ | 1992 EX8        | ۲ مارس ۱۹۹۲     |
| ۱۲۷۴۱ | 1992 EU30       | ۱ مارس ۱۹۹۲     |
| ۱۲۷۴۲ | Delisle         | ۲۶ ژوئیه ۱۹۹۲   |
| ۱۲۷۴۳ | 1992 PL2        | ۲ اوت ۱۹۹۲      |
| ۱۲۷۴۳ | 1992 SQ         | ۲۶ سپتامبر ۱۹۹۲ |
| ۱۲۷۴۵ | 1992 UL2        | ۲۱ اکتبر ۱۹۹۲   |
| ۱۲۷۴۶ | Yumeginga       | ۱۶ نوامبر ۱۹۹۲  |
| ۱۲۷۴۷ | Michageffert    | ۱۸ دسامبر ۱۹۹۲  |
| ۱۲۷۴۸ | 1993 BP3        | ۳۰ ژانویه ۱۹۹۳  |
| ۱۲۷۴۸ | 1993 CB         | ۲ فوریه ۱۹۹۳    |
| ۱۲۷۵۰ | Berthollet      | ۱۸ فوریه ۱۹۹۳   |
| ۱۲۷۵۱ | Kamihayashi     | ۱۵ مارس ۱۹۹۳    |
| ۱۲۷۵۲ | 1993 FR35       | ۱۹ مارس ۱۹۹۳    |
| ۱۲۷۵۳ | Povenmire       | ۱۸ آوریل ۱۹۹۳   |
| ۱۲۷۵۴ | 1993 LF2        | ۱۵ ژوئن ۱۹۹۳    |
| ۱۲۷۵۵ | Balmer          | ۲۰ ژوئیه ۱۹۹۳   |
| ۱۲۷۵۶ | 1993 QE1        | ۱۹ اوت ۱۹۹۳     |
| ۱۲۷۵۷ | 1993 RY11       | ۱۴ سپتامبر ۱۹۹۳ |
| ۱۲۷۵۸ | Kabudari        | ۲۲ سپتامبر ۱۹۹۳ |
| ۱۲۷۵۹ | Joule           | ۹ اکتبر ۱۹۹۳    |
| ۱۲۷۶۰ | Maxwell         | ۹ اکتبر ۱۹۹۳    |
| ۱۲۷۶۱ | Pauwels         | ۹ اکتبر ۱۹۹۳    |
| ۱۲۷۶۲ | Nadiavittor     | ۲۶ اکتبر ۱۹۹۳   |
| ۱۲۷۶۳ | 1993 UQ2        | ۱۹ اکتبر ۱۹۹۳   |
| ۱۲۷۶۴ | 1993 VA2        | ۱۱ نوامبر ۱۹۹۳  |
| ۱۲۷۶۵ | 1993 VA3        | ۱۱ نوامبر ۱۹۹۳  |
| ۱۲۷۶۶ | Paschen         | ۹ نوامبر ۱۹۹۳   |
| ۱۲۷۶۶ | 1994 AS         | ۴ ژانویه ۱۹۹۴   |
| ۱۲۷۶۸ | 1994 EQ1        | ۱۰ مارس ۱۹۹۴    |
| ۱۲۷۶۹ | Kandakurenai    | ۱۸ مارس ۱۹۹۴    |
| ۱۲۷۶۹ | 1994 GF         | ۳ آوریل ۱۹۹۴    |
| ۱۲۷۷۱ | Kimshin         | ۵ آوریل ۱۹۹۴    |
| ۱۲۷۷۲ | 1994 GM1        | ۱۴ آوریل ۱۹۹۴   |
| ۱۲۷۷۳ | Lyman           | ۱۰ اوت ۱۹۹۴     |
| ۱۲۷۷۴ | Pfund           | ۱۲ اوت ۱۹۹۴     |
| ۱۲۷۷۵ | Brackett        | ۱۲ اوت ۱۹۹۴     |
| ۱۲۷۷۶ | Reynolds        | ۱۲ اوت ۱۹۹۴     |
| ۱۲۷۷۷ | Manuel          | ۲۷ اوت ۱۹۹۴     |
| ۱۲۷۷۸ | 1994 VJ1        | ۴ نوامبر ۱۹۹۴   |
| ۱۲۷۷۹ | 1994 YA1        | ۲۸ دسامبر ۱۹۹۴  |
| ۱۲۷۸۰ | Salamony        | ۹ فوریه ۱۹۹۵    |
| ۱۲۷۸۱ | 1995 EA8        | ۱۲ مارس ۱۹۹۵    |
| ۱۲۷۸۲ | Mauersberger    | ۵ مارس ۱۹۹۵     |
| ۱۲۷۸۲ | 1995 GV         | ۷ آوریل ۱۹۹۵    |
| ۱۲۷۸۴ | 1995 QE3        | ۳۱ اوت ۱۹۹۵     |
| ۱۲۷۸۴ | 1995 ST         | ۱۹ سپتامبر ۱۹۹۵ |
| ۱۲۷۸۴ | 1995 SU         | ۱۹ سپتامبر ۱۹۹۵ |
| ۱۲۷۸۷ | Abetadashi      | ۲۰ سپتامبر ۱۹۹۵ |
| ۱۲۷۸۸ | Shigeno         | ۲۲ سپتامبر ۱۹۹۵ |
| ۱۲۷۸۸ | 1995 TX         | ۱۴ اکتبر ۱۹۹۵   |
| ۱۲۷۹۰ | Cernan          | ۲۴ اکتبر ۱۹۹۵   |
| ۱۲۷۹۱ | 1995 UN4        | ۲۰ اکتبر ۱۹۹۵   |
| ۱۲۷۹۲ | 1995 UL6        | ۲۷ اکتبر ۱۹۹۵   |
| ۱۲۷۹۳ | 1995 UP8        | ۳۰ اکتبر ۱۹۹۵   |
| ۱۲۷۹۳ | 1995 VL         | ۲ نوامبر ۱۹۹۵   |
| ۱۲۷۹۵ | 1995 VA2        | ۱۱ نوامبر ۱۹۹۵  |
| ۱۲۷۹۶ | Kamenrider      | ۱۶ نوامبر ۱۹۹۵  |
| ۱۲۷۹۷ | 1995 WL4        | ۲۰ نوامبر ۱۹۹۵  |
| ۱۲۷۹۸ | 1995 WZ4        | ۲۴ نوامبر ۱۹۹۵  |
| ۱۲۷۹۸ | 1995            | WF۶             |
| ۱۲۸۰۰ | Oobayashiarata  | ۲۷ نوامبر ۱۹۹۵  |
| ۱۲۸۰۱ | Somekawa        | ۲ دسامبر ۱۹۹۵   |
| ۱۲۸۰۲ | Hagino          | ۱۵ دسامبر ۱۹۹۵  |
| ۱۲۸۰۲ | 1995 YF         | ۱۷ دسامبر ۱۹۹۵  |
| ۱۲۸۰۴ | 1995 YJ3        | ۲۷ دسامبر ۱۹۹۵  |
| ۱۲۸۰۵ | 1995 YL23       | ۲۱ دسامبر ۱۹۹۵  |
| ۱۲۸۰۵ | 1996 AN         | ۱۱ ژانویه ۱۹۹۶  |
| ۱۲۸۰۵ | 1996 AW         | ۱۱ ژانویه ۱۹۹۶  |
| ۱۲۸۰۸ | 1996 AF1        | ۱۲ ژانویه ۱۹۹۶  |
| ۱۲۸۰۸ | 1996 BB         | ۱۶ ژانویه ۱۹۹۶  |
| ۱۲۸۱۰ | Okumiomote      | ۱۷ ژانویه ۱۹۹۶  |
| ۱۲۸۱۱ | Rigonistern     | ۱۴ فوریه ۱۹۹۶   |
| ۱۲۸۱۲ | Cioni           | ۱۴ فوریه ۱۹۹۶   |
| ۱۲۸۱۳ | Paolapaolini    | ۱۴ فوریه ۱۹۹۶   |
| ۱۲۸۱۴ | Vittorio        | ۱۳ فوریه ۱۹۹۶   |
| ۱۲۸۱۵ | 1996 DL2        | ۲۳ فوریه ۱۹۹۶   |
| ۱۲۸۱۶ | 1996 ES1        | ۱۵ مارس ۱۹۹۶    |
| ۱۲۸۱۷ | Federica        | ۲۲ مارس ۱۹۹۶    |
| ۱۲۸۱۸ | Tomhanks        | ۱۳ آوریل ۱۹۹۶   |
| ۱۲۸۱۹ | Susumutakahasi  | ۱۲ مه ۱۹۹۶      |
| ۱۲۸۲۰ | Robinwilliams   | ۱۱ مه ۱۹۹۶      |
| ۱۲۸۲۱ | 1996 RG1        | ۱۰ سپتامبر ۱۹۹۶ |
| ۱۲۸۲۲ | 1996 XD1        | ۲ دسامبر ۱۹۹۶   |
| ۱۲۸۲۲ | 1997 AP         | ۲ ژانویه ۱۹۹۷   |
| ۱۲۸۲۴ | 1997 AW3        | ۶ ژانویه ۱۹۹۷   |
| ۱۲۸۲۵ | 1997 AJ7        | ۹ ژانویه ۱۹۹۷   |
| ۱۲۸۲۶ | 1997 AO7        | ۹ ژانویه ۱۹۹۷   |
| ۱۲۸۲۷ | 1997 AS7        | ۵ ژانویه ۱۹۹۷   |
| ۱۲۸۲۸ | Batteas         | ۳ ژانویه ۱۹۹۷   |
| ۱۲۸۲۹ | 1997 AB13       | ۱۰ ژانویه ۱۹۹۷  |
| ۱۲۸۳۰ | 1997 BP1        | ۲۹ ژانویه ۱۹۹۷  |
| ۱۲۸۳۱ | 1997 BS6        | ۲۹ ژانویه ۱۹۹۷  |
| ۱۲۸۳۲ | 1997 CE1        | ۱ فوریه ۱۹۹۷    |
| ۱۲۸۳۲ | 1997            | CV۱             |
| ۱۲۸۳۴ | Bomben          | ۴ فوریه ۱۹۹۷    |
| ۱۲۸۳۵ | Stropek         | ۷ فوریه ۱۹۹۷    |
| ۱۲۸۳۶ | 1997 CA22       | ۱۳ فوریه ۱۹۹۷   |
| ۱۲۸۳۷ | 1997 EK35       | ۴ مارس ۱۹۹۷     |
| ۱۲۸۳۸ | Adamsmith       | ۹ مارس ۱۹۹۷     |
| ۱۲۸۳۹ | 1997 FB2        | ۲۹ مارس ۱۹۹۷    |
| ۱۲۸۴۰ | Paolaferrari    | ۶ آوریل ۱۹۹۷    |
| ۱۲۸۴۱ | 1997 GD8        | ۲ آوریل ۱۹۹۷    |
| ۱۲۸۴۲ | 1997 GQ23       | ۶ آوریل ۱۹۹۷    |
| ۱۲۸۴۳ | Ewers           | ۹ آوریل ۱۹۹۷    |
| ۱۲۸۴۴ | 1997 JE10       | ۹ مه ۱۹۹۷       |
| ۱۲۸۴۵ | Crick           | ۳ مه ۱۹۹۷       |
| ۱۲۸۴۶ | Fullerton       | ۲۸ ژوئن ۱۹۹۷    |
| ۱۲۸۴۷ | 1997 NQ2        | ۶ ژوئیه ۱۹۹۷    |
| ۱۲۸۴۸ | Agostino        | ۱۰ ژوئیه ۱۹۹۷   |
| ۱۲۸۴۹ | 1997 QD2        | ۲۷ اوت ۱۹۹۷     |
| ۱۲۸۵۰ | Axelmunthe      | ۶ فوریه ۱۹۹۸    |
| ۱۲۸۵۱ | 1998 DT9        | ۲۲ فوریه ۱۹۹۸   |
| ۱۲۸۵۲ | Teply           | ۲۰ مارس ۱۹۹۸    |
| ۱۲۸۵۳ | 1998 FZ97       | ۳۱ مارس ۱۹۹۸    |
| ۱۲۸۵۴ | 1998 HA13       | ۲۹ آوریل ۱۹۹۸   |
| ۱۲۸۵۵ | Tewksbury       | ۲۰ آوریل ۱۹۹۸   |
| ۱۲۸۵۶ | 1998 HH93       | ۲۱ آوریل ۱۹۹۸   |
| ۱۲۸۵۷ | 1998 HQ97       | ۲۱ آوریل ۱۹۹۸   |
| ۱۲۸۵۸ | 1998 JD2        | ۱ مه ۱۹۹۸       |
| ۱۲۸۵۹ | Marlamoore      | ۱۸ مه ۱۹۹۸      |
| ۱۲۸۶۰ | Turney          | ۲۲ مه ۱۹۹۸      |
| ۱۲۸۶۱ | Wacker          | ۲۲ مه ۱۹۹۸      |
| ۱۲۸۶۲ | 1998 KV37       | ۲۲ مه ۱۹۹۸      |
| ۱۲۸۶۳ | Whitfield       | ۲۲ مه ۱۹۹۸      |
| ۱۲۸۶۴ | 1998 KB55       | ۲۳ مه ۱۹۹۸      |
| ۱۲۸۶۵ | 1998 KL55       | ۲۳ مه ۱۹۹۸      |
| ۱۲۸۶۶ | Yanamadala      | ۲۲ مه ۱۹۹۸      |
| ۱۲۸۶۷ | Joeloic         | ۱ ژوئن ۱۹۹۸     |
| ۱۲۸۶۸ | Onken           | ۱۹ ژوئن ۱۹۹۸    |
| ۱۲۸۶۹ | 1998 MR32       | ۲۴ ژوئن ۱۹۹۸    |
| ۱۲۸۷۰ | Rolandmeier     | ۲۴ ژوئن ۱۹۹۸    |
| ۱۲۸۷۱ | Samarasinha     | ۲۴ ژوئن ۱۹۹۸    |
| ۱۲۸۷۲ | Susiestevens    | ۲۱ ژوئیه ۱۹۹۸   |
| ۱۲۸۷۳ | Clausewitz      | ۲۶ ژوئیه ۱۹۹۸   |
| ۱۲۸۷۴ | Poisson         | ۱۹ اوت ۱۹۹۸     |
| ۱۲۸۷۵ | 1998 QA2        | ۱۹ اوت ۱۹۹۸     |
| ۱۲۸۷۶ | 1998 QR10       | ۱۷ اوت ۱۹۹۸     |
| ۱۲۸۷۷ | 1998 QF11       | ۱۷ اوت ۱۹۹۸     |
| ۱۲۸۷۸ | Erneschiller    | ۱۷ اوت ۱۹۹۸     |
| ۱۲۸۷۹ | 1998 QN18       | ۱۷ اوت ۱۹۹۸     |
| ۱۲۸۸۰ | Juliegrady      | ۱۷ اوت ۱۹۹۸     |
| ۱۲۸۸۱ | Yepeiyu         | ۱۷ اوت ۱۹۹۸     |
| ۱۲۸۸۲ | 1998 QS31       | ۱۷ اوت ۱۹۹۸     |
| ۱۲۸۸۳ | 1998 QY32       | ۱۷ اوت ۱۹۹۸     |
| ۱۲۸۸۴ | 1998 QL34       | ۱۷ اوت ۱۹۹۸     |
| ۱۲۸۸۵ | 1998 QM34       | ۱۷ اوت ۱۹۹۸     |
| ۱۲۸۸۶ | 1998 QG35       | ۱۷ اوت ۱۹۹۸     |
| ۱۲۸۸۷ | 1998 QP35       | ۱۷ اوت ۱۹۹۸     |
| ۱۲۸۸۸ | 1998 QR42       | ۱۷ اوت ۱۹۹۸     |
| ۱۲۸۸۹ | 1998 QW42       | ۱۷ اوت ۱۹۹۸     |
| ۱۲۸۹۰ | 1998 QG43       | ۱۷ اوت ۱۹۹۸     |
| ۱۲۸۹۱ | 1998 QH51       | ۱۷ اوت ۱۹۹۸     |
| ۱۲۸۹۲ | 1998 QE52       | ۱۷ اوت ۱۹۹۸     |
| ۱۲۸۹۳ | 1998 QS55       | ۲۶ اوت ۱۹۹۸     |
| ۱۲۸۹۴ | 1998 QN73       | ۲۴ اوت ۱۹۹۸     |
| ۱۲۸۹۵ | Balbastre       | ۲۶ اوت ۱۹۹۸     |
| ۱۲۸۹۶ | Geoffroy        | ۲۶ اوت ۱۹۹۸     |
| ۱۲۸۹۷ | Bougeret        | ۱۳ سپتامبر ۱۹۹۸ |
| ۱۲۸۹۸ | Mignard         | ۱۴ سپتامبر ۱۹۹۸ |
| ۱۲۸۹۹ | 1998 RN13       | ۱ سپتامبر ۱۹۹۸  |
| ۱۲۹۰۰ | 1998 RP28       | ۱۴ سپتامبر ۱۹۹۸ |
| ۱۲۹۰۱ | 1998 RF50       | ۱۴ سپتامبر ۱۹۹۸ |
| ۱۲۹۰۲ | 1998 RW52       | ۱۴ سپتامبر ۱۹۹۸ |
| ۱۲۹۰۳ | 1998 RK57       | ۱۴ سپتامبر ۱۹۹۸ |
| ۱۲۹۰۴ | 1998 RB65       | ۱۴ سپتامبر ۱۹۹۸ |
| ۱۲۹۰۵ | 1998 RJ72       | ۱۴ سپتامبر ۱۹۹۸ |
| ۱۲۹۰۶ | 1998 RS72       | ۱۴ سپتامبر ۱۹۹۸ |
| ۱۲۹۰۷ | 1998 RV79       | ۱۴ سپتامبر ۱۹۹۸ |
| ۱۲۹۰۸ | 1998 SG25       | ۲۲ سپتامبر ۱۹۹۸ |
| ۱۲۹۰۹ | Jaclifford      | ۱۷ سپتامبر ۱۹۹۸ |
| ۱۲۹۱۰ | Deliso          | ۱۷ سپتامبر ۱۹۹۸ |
| ۱۲۹۱۱ | Goodhue         | ۱۷ سپتامبر ۱۹۹۸ |
| ۱۲۹۱۲ | Streator        | ۱۷ سپتامبر ۱۹۹۸ |
| ۱۲۹۱۳ | 1998 SR130      | ۲۶ سپتامبر ۱۹۹۸ |
| ۱۲۹۱۴ | 1998 SJ141      | ۲۶ سپتامبر ۱۹۹۸ |
| ۱۲۹۱۵ | 1998 SL161      | ۲۶ سپتامبر ۱۹۹۸ |
| ۱۲۹۱۶ | Eteoneus        | ۱۳ اکتبر ۱۹۹۸   |
| ۱۲۹۱۷ | 1998 TG16       | ۱۳ اکتبر ۱۹۹۸   |
| ۱۲۹۱۸ | 1998 UF21       | ۲۹ اکتبر ۱۹۹۸   |
| ۱۲۹۱۹ | 1998 VB6        | ۱۱ نوامبر ۱۹۹۸  |
| ۱۲۹۲۰ | 1998 VM15       | ۱۰ نوامبر ۱۹۹۸  |
| ۱۲۹۲۱ | 1998 WZ5        | ۲۰ نوامبر ۱۹۹۸  |
| ۱۲۹۲۲ | 1998 WW19       | ۲۷ نوامبر ۱۹۹۸  |
| ۱۲۹۲۳ | Zephyr          | ۱۱ آوریل ۱۹۹۹   |
| ۱۲۹۲۴ | 1999 RK21       | ۷ سپتامبر ۱۹۹۹  |
| ۱۲۹۲۵ | 1999 SN4        | ۲۹ سپتامبر ۱۹۹۹ |
| ۱۲۹۲۶ | Brianmason      | ۲۷ سپتامبر ۱۹۹۹ |
| ۱۲۹۲۷ | Pinocchio       | ۳۰ سپتامبر ۱۹۹۹ |
| ۱۲۹۲۸ | Nicolapozio     | ۳۰ سپتامبر ۱۹۹۹ |
| ۱۲۹۲۹ | 1999 TZ1        | ۲ اکتبر ۱۹۹۹    |
| ۱۲۹۳۰ | 1999 TJ6        | ۲ اکتبر ۱۹۹۹    |
| ۱۲۹۳۱ | Mario           | ۷ اکتبر ۱۹۹۹    |
| ۱۲۹۳۲ | Conedera        | ۱۰ اکتبر ۱۹۹۹   |
| ۱۲۹۳۳ | 1999 TC16       | ۱۴ اکتبر ۱۹۹۹   |
| ۱۲۹۳۴ | Bisque          | ۱۱ اکتبر ۱۹۹۹   |
| ۱۲۹۳۵ | Zhengzhemin     | ۲ اکتبر ۱۹۹۹    |
| ۱۲۹۳۵ | 2549 P-L        | ۲۴ سپتامبر ۱۹۶۰ |
| ۱۲۹۳۵ | 3024 P-L        | ۲۴ سپتامبر ۱۹۶۰ |
| ۱۲۹۳۵ | 4161 P-L        | ۲۴ سپتامبر ۱۹۶۰ |
| ۱۲۹۳۵ | 4206 P-L        | ۲۴ سپتامبر ۱۹۶۰ |
| ۱۲۹۳۵ | 4588 P-L        | ۲۴ سپتامبر ۱۹۶۰ |
| ۱۲۹۳۵ | 4638 P-L        | ۲۴ سپتامبر ۱۹۶۰ |
| ۱۲۹۳۵ | 6054 P-L        | ۲۴ سپتامبر ۱۹۶۰ |
| ۱۲۹۳۵ | 6670 P-L        | ۲۴ سپتامبر ۱۹۶۰ |
| ۱۲۹۳۵ | 6745 P-L        | ۲۴ سپتامبر ۱۹۶۰ |
| ۱۲۹۳۵ | 9534 P-L        | ۱۷ اکتبر ۱۹۶۰   |
| ۱۲۹۴۶ | 1290 T-1        | ۲۵ مارس ۱۹۷۱    |
| ۱۲۹۴۷ | 3099 T-1        | ۲۶ مارس ۱۹۷۱    |
| ۱۲۹۴۸ | 4273 T-1        | ۲۶ مارس ۱۹۷۱    |
| ۱۲۹۴۹ | 4290 T-1        | ۲۶ مارس ۱۹۷۱    |
| ۱۲۹۵۰ | 4321 T-1        | ۲۶ مارس ۱۹۷۱    |
| ۱۲۹۵۱ | 1041 T-2        | ۲۹ سپتامبر ۱۹۷۳ |
| ۱۲۹۵۲ | 1102 T-2        | ۲۹ سپتامبر ۱۹۷۳ |
| ۱۲۹۵۳ | 1264 T-2        | ۲۹ سپتامبر ۱۹۷۳ |
| ۱۲۹۵۴ | 2040 T-2        | ۲۹ سپتامبر ۱۹۷۳ |
| ۱۲۹۵۵ | 2162 T-2        | ۲۹ سپتامبر ۱۹۷۳ |
| ۱۲۹۵۶ | 2232 T-2        | ۲۹ سپتامبر ۱۹۷۳ |
| ۱۲۹۵۷ | 2258 T-2        | ۲۹ سپتامبر ۱۹۷۳ |
| ۱۲۹۵۸ | 2276 T-2        | ۲۹ سپتامبر ۱۹۷۳ |
| ۱۲۹۵۹ | 3086 T-2        | ۳۰ سپتامبر ۱۹۷۳ |
| ۱۲۹۶۰ | 4165 T-2        | ۲۹ سپتامبر ۱۹۷۳ |
| ۱۲۹۶۱ | 4262 T-2        | ۲۹ سپتامبر ۱۹۷۳ |
| ۱۲۹۶۲ | 4297 T-2        | ۲۹ سپتامبر ۱۹۷۳ |
| ۱۲۹۶۳ | 5485 T-2        | ۳۰ سپتامبر ۱۹۷۳ |
| ۱۲۹۶۴ | 1071 T-3        | ۱۷ اکتبر ۱۹۷۷   |
| ۱۲۹۶۵ | 1080 T-3        | ۱۷ اکتبر ۱۹۷۷   |
| ۱۲۹۶۶ | 1102 T-3        | ۱۷ اکتبر ۱۹۷۷   |
| ۱۲۹۶۷ | 3105 T-3        | ۱۶ اکتبر ۱۹۷۷   |
| ۱۲۹۶۸ | 3261 T-3        | ۱۶ اکتبر ۱۹۷۷   |
| ۱۲۹۶۹ | 3482 T-3        | ۱۶ اکتبر ۱۹۷۷   |
| ۱۲۹۷۰ | 4012 T-3        | ۱۶ اکتبر ۱۹۷۷   |
| ۱۲۹۷۱ | 4054 T-3        | ۱۶ اکتبر ۱۹۷۷   |
| ۱۲۹۷۲ | Eumaios         | ۱۹ سپتامبر ۱۹۷۳ |
| ۱۲۹۷۳ | Melanthios      | ۱۹ سپتامبر ۱۹۷۳ |
| ۱۲۹۷۴ | Halitherses     | ۱۹ سپتامبر ۱۹۷۳ |
| ۱۲۹۷۵ | Efremov         | ۲۸ سپتامبر ۱۹۷۳ |
| ۱۲۹۷۶ | Kalinenkov      | ۲۶ اوت ۱۹۷۶     |
| ۱۲۹۷۶ | 1978 NC         | ۱۰ ژوئیه ۱۹۷۸   |
| ۱۲۹۷۸ | Ivashov         | ۲۶ سپتامبر ۱۹۷۸ |
| ۱۲۹۷۹ | Evgalvasilʹev   | ۲۶ سپتامبر ۱۹۷۸ |
| ۱۲۹۸۰ | 1978 VO3        | ۶ نوامبر ۱۹۷۸   |
| ۱۲۹۸۱ | 1978 VP3        | ۷ نوامبر ۱۹۷۸   |
| ۱۲۹۸۲ | 1979 MS5        | ۲۵ ژوئن ۱۹۷۹    |
| ۱۲۹۸۳ | 1979 OH1        | ۲۴ ژوئیه ۱۹۷۹   |
| ۱۲۹۸۴ | Lowry           | ۲۲ اوت ۱۹۷۹     |
| ۱۲۹۸۵ | 1980 UW1        | ۳۱ اکتبر ۱۹۸۰   |
| ۱۲۹۸۶ | 1981 DM2        | ۲۸ فوریه ۱۹۸۱   |
| ۱۲۹۸۷ | 1981 EF2        | ۵ مارس ۱۹۸۱     |
| ۱۲۹۸۸ | 1981 EC5        | ۲ مارس ۱۹۸۱     |
| ۱۲۹۸۹ | 1981 EV9        | ۱ مارس ۱۹۸۱     |
| ۱۲۹۹۰ | 1981 EB17       | ۶ مارس ۱۹۸۱     |
| ۱۲۹۹۱ | 1981 EN21       | ۲ مارس ۱۹۸۱     |
| ۱۲۹۹۲ | 1981 EZ22       | ۲ مارس ۱۹۸۱     |
| ۱۲۹۹۳ | 1981 EP27       | ۲ مارس ۱۹۸۱     |
| ۱۲۹۹۴ | 1981 ET27       | ۲ مارس ۱۹۸۱     |
| ۱۲۹۹۵ | 1981 EY27       | ۲ مارس ۱۹۸۱     |
| ۱۲۹۹۶ | 1981 EV28       | ۱ مارس ۱۹۸۱     |
| ۱۲۹۹۷ | 1981 EV29       | ۲ مارس ۱۹۸۱     |
| ۱۲۹۹۸ | 1981 EB43       | ۲ مارس ۱۹۸۱     |
| ۱۲۹۹۹ | Torun           | ۳۰ اوت ۱۹۸۱     |
| ۱۳۰۰۰ | 1981 QK3        | ۲۵ اوت ۱۹۸۱     |